# A S.H.I.E.L.D. ügynökei epizódjainak listája
Ez a lap A S.H.I.E.L.D. ügynökei sorozat epizódjait listázza.

## Évados áttekintés
| Évad | Évad | Epizódok | Eredeti sugárzás     | Eredeti sugárzás    | Eredeti adó | Magyar sugárzás     | Magyar sugárzás    | Magyar adó |
| Évad | Évad | Epizódok | Évadpremier          | Évadfinálé          | Eredeti adó | Évadpremier         | Évadfinálé         | Magyar adó |
| ---- | ---- | -------- | -------------------- | ------------------- | ----------- | ------------------- | ------------------ | ---------- |
|      | 1.   | 22       | 2013. szeptember 24. | 2014. május 13.     | ABC         | 2014. augusztus 28. | 2014. november 13. | Viasat 3   |
|      | 2.   | 22       | 2014. szeptember 23. | 2015. május 12.     | ABC         | 2015. szeptember 3. | 2015. december 17. | Viasat 3   |
|      | 3.   | 22       | 2015. szeptember 29. | 2016. május 17.     | ABC         | 2016. augusztus 22. | 2016. november 1.  | Viasat 3   |
|      | 4.   | 22       | 2016. szeptember 20. | 2017. május 16.     | ABC         | 2022. június 14.    | 2022. június 14.   | Disney+    |
|      | 5.   | 22       | 2017. december 1.    | 2018. május 18.     | ABC         | 2022. június 14.    | 2022. június 14.   | Disney+    |
|      | 6.   | 13       | 2019. május 10.      | 2019. augusztus 2.  | ABC         | 2022. június 14.    | 2022. június 14.   | Disney+    |
|      | 7.   | 13       | 2020. május 27.      | 2020. augusztus 12. | ABC         | 2022. június 14.    | 2022. június 14.   | Disney+    |

## Epizódok

### Első évad (2013–2014)
| Sor. | Év. | Cím                                                          | Rendező         | Író                                             | Premier                                  | Nézettség    | Gyártási szám |
| --- | --- | ------------------------------------------------------------ | --------------- | ----------------------------------------------- | ---------------------------------------- | ------------ | ------------- |
| 1. | 1.  | Bevezető (Pilot)                                             | Joss Whedon     | Joss Whedon, Jed Whedon és Maurissa Tancharoen  | 2013. szeptember 24. 2014. augusztus 28. | 12,12 millió | 101           |
| A New York-i csatát követően Phil Coulson ügynök, miután túlélte a csata előtti látszólagos halálát, összeállít egy ügynökcsapatot (Melinda May, Grant Ward, Leo Fitz és Jemma Simmons), hogy a szuperemberek és más kapcsolódó jelenségek után nyomozzanak, amelyekről most már mindenki tud. Első megbízásuk Mike Petersonnal kapcsolatos, akit a Százlábú Projekt által egy extrém szérummal láttak el. Skye, a Árhullám nevű aktivista csoport tagja, aki látta Petersont akció közben, figyelmezteti őt a S.H.I.E.L.D.-re, és felajánlja, hogy segít neki, de ő visszautasítja. Miközben meglátogatják a helyszínt, ahol Peterson kimentett egy nőt egy égő épületből, a csapat megtudja, hogy a tüzet egy másik alany okozta, aki az Extremis miatt robbant fel. Skye-t elrabolja Peterson, aki most menekül, és ráveszi, hogy törölje az összes személyes adatát. Coulson csapatának sikerül a nyomukra bukkannia, és lefülelni Petersont, akit a S.H.I.E.L.D. őrizetbe vesz. Coulson Skye-t előnyösnek tartja, és felajánlja neki, hogy a csapatában kapjon helyet. |     |                                                              |                 |                                                 |                                          |              |               |
| 2. | 2.  | 0-8-4 (0-8-4)                                                | David Straiton  | Maurissa Tancharoen, Jed Whedon és Jeffrey Bell | 2013. október 1. 2014. augusztus 28.     | 8,66 millió  | 102           |
| Skye mostantól tanácsadóként integrálódik Coulson csapatába. A következő feladatuk Peruban van, egy "0-8-4", a S.H.I.E.L.D. kódja "ismeretlen eredetű tárgy". Odaérve a csapat gyorsan rájön, hogy a tárgy egy elfeledett Hydra-technológia egy darabja, amelyet a Tesseract energiája hajt. Coulson találkozik egy korábbi kollégájával és a perui hadsereg tisztjével, Camilla Reyes-szel, és felviszi a csapatát a repülőgépükre. Reyes elárulja Coulsont, hogy megszerezze a Hydra-fegyvert a kormánya számára, hogy legyőzhessék a perui lázadókat. A civakodó csapattagok összefognak, és kiiktatják Reyes embereit. Amikor a gép leszáll a S.H.I.E.L.D. bázisán, Reyest őrizetbe veszik. Később Skye-ról kiderül, hogy még mindig hűséges a Árhullámhoz, miközben Nick Fury igazgató szidja Coulsont a repülőgépben keletkezett kár miatt, és figyelmezteti őt, hogy Skye milyen kockázatot jelent. |     |                                                              |                 |                                                 |                                          |              |               |
| 3. | 3.  | Az eszköz (The Asset)                                        | Milan Cheylov   | Jed Whedon és Maurissa Tancharoen               | 2013. október 8. 2014. szeptember 4.     | 7,87 millió  | 103           |
| A S.H.I.E.L.D. az egyik ügynökét, Dr. Franklin Hallt keresi, akit Ian Quinn, a Quinn Worldwide vezérigazgatója egy gravitáción alapuló eszközzel elrabolt. Quinn arra akarja felhasználni Hallt, hogy egy óriási "gravitonium" generátor megépítésével átvegye az irányítást a bolygó gravitációja felett. Skye a csapattal Máltára utazik, és önként jelentkezik, hogy egy parti során beszivárog Quinn kúriájába, hogy Coulson és Ward kiszabadíthassa Hallt. Skye rászedi Quinnt, hogy elhitesse vele, hogy elárulja a S.H.I.E.L.D.-t a Árhullám miatt. Coulson azonban hamarosan rájön, hogy Hall azért követte el a saját szökését, hogy a generátorral együtt megtalálja a gravitóniumot is, és mindkettőt elpusztítsa. Coulson figyelmezteti őt, hogy ezzel milliók halálát okozná. Heves nézeteltérésük arra kényszeríti Coulsont, hogy Hallt a generátorba küldje, ami látszólag felemészti őt, de egyúttal leállítja a gépet. Coulson elrendeli, hogy a gravitóniumot a S.H.I.E.L.D. szigorúan őrzött és titkos területére helyezzék; a S.H.I.E.L.D. azonban nem veszi észre, hogy Hall valahogy még mindig életben van a gravitóniumon belül.                                         |     |                                                              |                 |                                                 |                                          |              |               |
| 4. | 4.  | Kémszem (Eye Spy)                                            | Roxann Dawson   | Jeffrey Bell                                    | 2013. október 15. 2014. szeptember 4.    | 7,85 millió  | 104           |
| Coulson és csapata egy gyémántlopás-sorozat után nyomoz, amelyet Coulson egykori pártfogoltja, Akela Amador követ el, akit egy ismeretlen megbízó egy robbanékony kibernetikus szemmel zsarol. Coulsonnak sikerül Amadort a buszhoz vinnie, miközben Fitz és Simmons létrehoz egy szemüveget, amely eltéríti az adást. Ez lehetővé teszi Ward számára, hogy végrehajtsa Amador küldetését, miközben a csapat megpróbálja hatástalanítani és eltávolítani a kibernetikus szemét. Ward teljesíti a küldetést, rejtélyes faragványokat fedez fel, míg Coulson megtalálja azt, akiről azt hiszi, hogy Amador kezelője, csakhogy ezt a férfit egy Amadoréhoz hasonló eszközzel megölik. Mivel a kibernetikus szemet már eltávolították, Amadort elviszik a S.H.I.E.L.D. ügynökei, bár Coulson megígéri neki, hogy tisztességes tárgyalást fog kapni, amelyben tanúskodni fog mellette. Mielőtt elmegy, Amador elmondja Maynek, hogy valami másnak tűnik neki Coulsonnal kapcsolatban. |     |                                                              |                 |                                                 |                                          |              |               |
| 5. | 5.  | Lány a virágos ruhában (Girl in the Flower Dress)            | Jesse Bochco    | Brent Fletcher                                  | 2013. október 22. 2014. szeptember 11.   | 7,39 millió  | 105           |
| A csapat megpróbálja megtalálni Chan Ho Yint, a pirokinetikus képességekkel rendelkező kínai utcai előadóművészt, akit Raina, a Százlábú-projekt toborzója elrabolt. Raina Extremis injekciót ad neki, hogy növelje az erejét, majd további kísérletekhez begyűjti a vérlemezkéit. Skye ismer egy hackert, aki kiadhatta az információt Chan tartózkodási helyéről és képességeiről, és titokban lefekszik vele, hogy megpróbálja kideríteni az igazságot. May rájuk talál, és mivel nem bízik Skye-ban, letartóztatja őket. A S.H.I.E.L.D. megtámadja a százlábú létesítményt, és megpróbál segíteni Chanon, de ő visszautasítja, és May aktiválja benne az instabil Extremis-t, hogy megölje. Coulson kikérdezi Skye-t, aki elárulja, hogy azért csatlakozott a Árhullámhoz és a S.H.I.E.L.D.-hez, hogy megtalálja a szüleit. Coulson beleegyezik, hogy segít neki, de felszerel neki egy olyan eszközt, amely blokkolja a számítógépes hozzáférést. Raina meglátogatja a börtönben a Százlábú tag Po-t, és elmondja neki, hogy tájékoztassa a "Látnokot" a kísérlet eredményeiről. |     |                                                              |                 |                                                 |                                          |              |               |
| 6. | 6.  | FZZT (FZZT)                                                  | Vincent Misiano | Paul Zbyszewski                                 | 2013. november 5. 2014. szeptember 11.   | 7,15 millió  | 106           |
| A csapat egy sor halálesetet vizsgál, amelyek lebegéssel és elektrosztatikus anomáliákkal kapcsolatosak. Bár a csapat kezdetben azt feltételezte, hogy a haláleseteket valamilyen fegyver okozta, kiderül, hogy az ok egy idegen vírus, amely a New York-i csatából megmentett Chitauri sisakból származik. Amikor Simmons megfertőződik a halálos vírussal, ő és Fitz lázasan dolgoznak a gyógymódon, miközben Coulson figyelmen kívül hagyja Blake ügynök közvetlen parancsát, hogy áldozza fel Simmons-t, és mentse meg a csapat többi tagját. Mivel az idő fogytán van, és nem tudja, hogy a legutóbbi oltási kísérletük sikeres volt, Simmons kiugrik a repülőgépből, de Wardnak sikerül megmentenie őt azzal, hogy utána ugrik, és beoltja, mielőtt meghalna. May elmondja Coulsonnak, aki másképp érzi magát, mint halála előtt, hogy egy ilyen élménytől bárki megváltozna. A sisakot átadják Blake ügynöknek, aki figyelmezteti Coulsont, hogy milyen következményekkel jár, ha nem engedelmeskedik a központ közvetlen parancsának, bár Coulson ezt elhárítja, elfogadva, hogy most már más.                                                                                           |     |                                                              |                 |                                                 |                                          |              |               |
| 7. | 7.  | A Tárcsa (The Hub)                                           | Bobby Roth      | Rafe Judkins és Lauren LeFranc                  | 2013. november 12. 2014. szeptember 18.  | 6,67 millió  | 107           |
| A Tárcsában, a S.H.I.E.L.D. parancsnoki létesítményében Victoria Hand ügynök megbízza Wardot és Fitzet egy dél-oszétiai küldetéssel, ahol egy "Mindenöllő Szerkezet" nevű fegyvert kell hatástalanítaniuk, amely az ellenséges fegyvereket a használóik ellen fordítja. Skye és Simmons megpróbál több információt találni a küldetésről, amelyet 8-as szintűnek minősítettek, Simmons pedig elkábítja Jasper Sitwell ügynököt, amikor rajtakapja, hogy a 8-as szintű fájlokat hackel. Skye megtudja, hogy nincs számukra kivonuló csapat, és értesíti Coulsont, aki a csapatával megmenti Wardot és Fitzet, akik sikerrel teljesítik a küldetést. Később a központban Coulson rájön, hogy az a személy, aki Skye-t az árvaházba vitte, egy ismeretlen S.H.I.E.L.D. ügynök volt. Coulson azonban nem mondja el Skye-nak a teljes igazságot az aktáról, és megkéri Mayt, hogy diszkréten vizsgálja tovább. Később Coulsontól megtagadják a Tahitin való felépülésével kapcsolatos információkhoz való hozzáférést, 8-as szintű engedélye ellenére. |     |                                                              |                 |                                                 |                                          |              |               |
| 8. | 8.  | Kút (The Well)                                               | Jonathan Frakes | Monica Owusu-Breen                              | 2013. november 19. 2014. szeptember 18.  | 6,89 millió  | 108           |
| A csapat egy olyan összeesküvés után kutat, amelynek célja, hogy megtalálják és összeszereljék egy asgardi Berserker bot három darabját, amely szupererővel és fékezhetetlen dühvel ruházza fel tulajdonosát. Egy pogány gyűlöletcsoport áll velük szemben, akik már felfedezték a bot első darabját. Mivel Thor nincs a Földön, Coulson csapatát Dr. Elliot Randolph segíti. A bot második darabjának megszerzése közben Ward megérinti azt, és újra átél egy traumatikus gyermekkori emléket, amelyben a bántalmazó bátyja érintett. Ingerlékeny, agresszív lesz, és az ereje megnő. A csapat rájön, hogy Randolph egy asgardi, aki évszázadok óta a Földön él, és megadja nekik a harmadik botdarab helyét. A csapat visszaszerzi azt, és Ward és May a kész pálcával legyőzi a pogányokat. Egy szállodában Ward visszautasítja Skye meghívását, hogy beszélgessenek, ehelyett Mayt követi a szobájába, míg Coulsonnak rémálma van a Tahitin töltött felépüléséről. |     |                                                              |                 |                                                 |                                          |              |               |
| 9. | 9.  | Javítás (Repairs)                                            | Billy Gierhart  | Maurissa Tancharoen és Jed Whedon               | 2013. november 26. 2014. szeptember 25.  | 9,69 millió  | 109           |
| Rejtélyes erő fenyegeti Coulson csapatát, amikor behoznak egy Hannah Hutchins nevű biztonsági ellenőrt, akit egy robbanásért okolnak, amelyben négy technikus meghalt, és aki Coulson szerint a robbanás következtében telekinézist fejlesztett ki. Miután a repülőgép kényszerleszállást hajt végre, a csapat rájön, hogy a titokzatos erő az egyik technikus, Tobias Ford, aki a robbanást követően a Föld és a "pokol" között rekedt. Tobias "célpontja" Hannah, hogy megvédje őt azoktól, akik ártani próbálnának neki. Később kiderül, hogy Tobias kisebb biztonsági problémákat okozott és biztonsági jelentéseket nyújtott be, hogy időt tölthessen Hannah-val. Az egyik problémája véletlenül okozta a robbanást. Maynek sikerül legyőznie Tobiast, és meggyőzi, hogy engedje el, aminek következtében Tobias ismeretlen helyre tűnik el. Coulson többet mesél May nehéz múltjáról, és arról, hogy segíteni akar neki felépülni. May később megtréfálja Fitzet, és elárulja, hogy gyógyulófélben van. |     |                                                              |                 |                                                 |                                          |              |               |
| 10. | 10. | A híd (The Bridge)                                           | Holly Dale      | Shalisha Francis                                | 2013. december 10. 2014. szeptember 25.  | 6,11 millió  | 110           |
| Coulson felveszi Petersont a csapatába szuperkatonai támogatásra, amikor Edison Pot kiszabadítják a börtönből a továbbfejlesztett százlábú szuperkatonák. Coulson csapata egy elhagyatott gyárba követi a százlábúakkal felszerelt katonát, és egy csapat szuperkatona támad rájuk, akiket ugyanolyan szemimplantátumnak vetettek alá, mint Akela Amadort. Edison azt ajánlja Rainának, hogy ne kérdezősködjön tovább a Látnok után, különben ez a halálát jelentheti. Eközben Coulson és May eltitkolja előle a Skye szüleivel kapcsolatos információkat. Amikor Peterson kapcsolatba lép a fiával, megtudja, hogy elrabolta őt a Százlábú, aki cserét javasol - Petersont Ace-t. Coulson elkíséri Petersont a megbeszélt cserére, ahol Peterson elárulja, hogy a Százlábúak Coulsont akarják, nem Petersont. Coulson beleegyezik, hogy foglyul ejtsék. A csere után Peterson megpróbálja kiszabadítani Coulsont, de egy robbanás következtében meghalt. Raina elmondja Coulsonnak, hogy tudni akarják, hogyan támadt fel. |     |                                                              |                 |                                                 |                                          |              |               |
| 11. | 11. | A varázslatos hely (The Magical Place)                       | Kevin Hooks     | Paul Zbyszewski és Brent Fletcher               | 2014. január 7. 2014. október 2.         | 6,63 millió  | 111           |
| Victoria Hand vezeti a S.H.I.E.L.D. erőfeszítéseit Coulson megmentésére, miközben Százlábú kínozza őt, hogy megtudja feltámadásának titkát. Mivel Skye-t megbízhatatlannak tartja, és miután kikérte May véleményét, Hand eltávolíttatja Skye-t a buszról. Skye saját nyomozásba kezd, ami elvezeti a csapatot Coulson tartózkodási helyére. Miután a Látnok megöli Pót, Raina veszi át Coulson kihallgatását. Egy letapogató eszközzel kényszeríti a férfit, hogy emlékezzen vissza az életre keltésének egyes aspektusaira. Miközben Coulson visszaemlékezéseket él át, a csapat megmenti őt, miután elfogták Rainát. Coulson szembesíti Streitent, aki elmondja Coulsonnak, hogy már napok óta halott volt, és Fury igazgató parancsára támadták fel. Streiten elárulja, hogy az újjáélesztése után Coulson elvesztette az élni akarást, és hogy az orvosok manipulálták Coulson agyát, hogy hamis emlékeket adjanak neki, hogy folytatni tudja a munkáját. Később kiderül, hogy Peterson életben van, bár súlyosan megégett, jobb lábának alsó fele hiányzik, és egy robbanásveszélyes megfigyelőszemet ültetett be neki valaki, aki a Látnoknak dolgozik.                                   |     |                                                              |                 |                                                 |                                          |              |               |
| 12. | 12. | Magok (Seeds)                                                | Kenneth Fink    | Monica Owusu-Breen és Jed Whedon                | 2014. január 14 2014. október 2.         | 6,37 millió  | 112           |
| A S.H.I.E.L.D. Akadémia egyik állomásán Fitz, Simmons és Skye egy Seth, egy népszerű kadét elleni támadás után nyomoznak, amelynek során egy "jéggépet" használnak, amely képes megfagyasztani az embereket és a környezetüket. Egy másik jéggép hamarosan Donnie Gill kadétot is megfagyasztja, bár az ügynököknek sikerül megmenteniük őt. Míg a csapat többi tagja kihallgatja a többi kadétot, Fitz összebarátkozik Donnie-val, sokat lát benne magából, és segít neki megoldani egy új energiaforrással kapcsolatos problémát. Eközben Coulson és May Mexikóvárosba utazik, hogy megkeressenek egy Richard Lumley nevű korábbi ügynököt, aki elmeséli nekik egy 21 évvel korábbi küldetést, amelyben Skye, egy 0-8-4-es, látszólag emberfeletti képességekkel rendelkező babát kellett megmenteniük. A csapat arra következtet, hogy a kadétok egy nagyobb jéggépet építenek Quinn számára, és a jobb energiaforrással Seth és Donnie bemutatót tart Quinnnek, hatalmas jégvihart keltve. Bár a csapat elfogja Donnie-t, Seth-et megöli a vihar, Donnie pedig nyilvánvaló kriokinetikus képességekre tesz szert. Később Coulson felhívja Quinnt, aki kapcsolatban áll a Látnokkal.          |     |                                                              |                 |                                                 |                                          |              |               |
| 13. | 13. | S.Z.Á.M.O.K. (T.R.A.C.K.S.)                                  | Paul Edwards    | Lauren LeFranc és Rafe Judkins                  | 2014. február 4. 2014. október 9.        | 6,62 millió  | 113           |
| A Látnokra vadászva a csapat Olaszországban felszáll egy vonatra, amelyen a Cybertek Inc. biztonsági csoport egy csomagot szállít Quinnnek. A csoport lebukik, így Coulson és Ward kénytelen menekülni a vonatról. Mayjel találkozva visszaérnek a vonatra és Simmonshoz, de Fitz és Skye már eltűntek, mivel már követték a csomagot Quinn kastélyába. Skye szembesül Quinnnel, és felfedezi az élő Petersont egy hiperbárikus kamrában. A csomagban a Cybertek "Project Deathlok" nevű projektjéből származó csúcstechnológiás lábprotézis van, amelyet Quinn illeszt Peterson amputált jobb lábára. Peterson ezután meggyilkolja a Cybertek őröket a Látnok parancsára, aki ismét elrabolta Ace-t. Quinn kétszer hasba lövi Skye-t, és otthagyja meghalni. A S.H.I.E.L.D. rajtaüt a kastélyon és megtalálja Skye-t, miután elfogta Quinnt. Simmons csak átmenetileg tudja életben tartani Skye-t azzal, hogy a hiperbárkamrába helyezi. |     |                                                              |                 |                                                 |                                          |              |               |
| 14. | 14. | T.A.H.I.T.I. (T.A.H.I.T.I.)                                  | Bobby Roth      | Jeffrey Bell                                    | 2014. március 4. 2014. október 9.        | 5,46 millió  | 114           |
| Skye-t a S.H.I.E.L.D. egészségügyi intézményébe viszik, de az orvosok csak stabilizálni tudják a helyzetét. John Garrett és Antoine Triplett ügynökök érkeznek, hogy Quinnt kihallgatásra vigyék, de Coulson nem hajlandó átadni őt. Garrett úgy dönt, hogy kihallgatja Quinnt a repülőn, és megtudja, hogy a Látnok utasította Quinnt, hogy lője le Skye-t, hogy megtudhassák, mi történt Coulson feltámadásával. Fitz és Simmons, miután átnézik Coulson aktáit, rájönnek, hogy Coulsont egy "Gondozóház" nevű helyen élesztették újra, ahová Coulson, Ward, Garrett és Fitz válaszokért indulnak. Fitz megtalálja a szert, míg Coulson egy "T.A.H.I.T.I." feliratú szobát talál, ahol a szer forrását, egy kék bőrű humanoid holttest felső felét találja. Mindenki elmenekül a létesítményből, amelyet felrobbantottak, és annak ellenére, hogy Coulson a T.A.H.I.I.T.I. szobában látottak alapján megpróbálja megakadályozni, hogy Fitz átadja Skye-nak a szert, Fitz még időben eljuttatja a szert Simmonsnak, hogy sikeresen megmentse Skye-t. |     |                                                              |                 |                                                 |                                          |              |               |
| 15. | 15. | Igen férfiak (Yes Men)                                       | John Terlesky   | Shalisha Francis                                | 2014. március 11. 2014. október 16.      | 5,99 millió  | 115           |
| Az asgardi Lorelei rabszolgasorba taszít egy motoros bandát, és sereget kezd alakítani, miközben a csapatot a Bifrösztből érkező energiajelek vizsgálatára hívják, és találkoznak Sif-fel, aki Loreleit keresi. Elmagyarázza, hogy Lorelei a Sötét Tündék támadása során megszökött a fogságból, és hogy semlegesítse az emberek elméjét irányító erejét, Sifnek egy speciális nyakörvet kell a nyakába akasztania, amely megakadályozza, hogy beszéljen. Megküzdenek Loreleivel és az embereivel, de Lorelei megbűvöli Wardot. Lorelei elmondja Maynek, hogy Ward mást szeret. Sif szembeszáll Loreleivel, miközben May Ward ellen harcol, és felerősíti a nyakörvet a nyakára, ezzel feloldva a bűbájt. Sif visszaviszi Loreleit Asgardba, May pedig véget vet Warddal való kapcsolatának. Coulson elmondja Skye-nak a felélesztésükhöz használt szer eredetét, és annak ellenére, hogy Coulsont mennyire zavarja ez a tény, Skye optimista marad. Megparancsolja Skye-nak, hogy tartsák titokban a szer eredetét, amíg Fury el nem mondja nekik az igazságot. Tudtukon kívül May lehallgatja a beszélgetésüket, és jelent valakinek.                                                          |     |                                                              |                 |                                                 |                                          |              |               |
| 16. | 16. | A kezdet vége (End of the Beginning)                         | Bobby Roth      | Paul Zbyszewski                                 | 2014. április 1. 2014. október 16.       | 5,99 millió  | 116           |
| Garrett, Triplett, Hand, Sitwell és Blake ügynökök csatlakoznak a csapathoz, hogy a Látnok nyomába eredjenek. Az ügynökök párban üldözik a különböző jelölteket. Thomas Nash keresése közben May és Blake találkozik Deathlokkal, és egy nyomkövetővel megjelöli őt. Hamarosan közelednek az új tartózkodási helyéhez, míg Triplett és Simmons a Tárcsában maradnak Handdel. A csapat megtalálja Nash-t, egy vegetatív állapotban lévő, lélegeztetőgépen lévő férfit, aki egy számítógépen keresztül kommunikál. Amikor Nash azzal dicsekszik, hogy ő a Látnok, és azt mondja, hogy Százlábú meg fogja ölni Skye-t, Ward megöli őt. Coulson és Skye hamarosan rájönnek, hogy nem Nash volt a Látnok, és hogy a Látnok a S.H.I.E.L.D. egyik magas rangú tagja. Coulson megvádolja Wardot, hogy a Látnokkal dolgozik, és lelőtte Nasht, de félbeszakítják őket, amikor Fitz felfedezi May titkos telefonvonalát. Miközben Coulson és Skye a hangárban szemben áll Mayjel, a Tárcsa eltéríti a repülő irányítását, ahol Hand elrendeli, hogy mindenkit öljön meg a fedélzeten. |     |                                                              |                 |                                                 |                                          |              |               |
| 17. | 17. | Fordulat, fordulat, fordulat (Turn, Turn, Turn)              | Vincent Misiano | Jed Whedon és Maurissa Tancharoen               | 2014. április 8. 2014. október 30.       | 5,37 millió  | 117           |
| Garrett gépét a S.H.I.E.L.D. drónjai támadják meg, miután eltérítették a repülőt, és ő újra csatlakozik a csapathoz. A Tárcsában Simmons és Triplett elkezdenek együtt dolgozni, hogy titokban feltöltsék Simmons kutatását Skye vérére, csakhogy a Hydra támadása az összes S.H.I.E.L.D. létesítmény ellen arra kényszeríti őket, hogy bujkáljanak. Coulson bezárja Mayt a kihallgatószobába Warddal, mivel még mindig azt hiszi, hogy ő az áruló. Skye felfedez egy titkos kódot a S.H.I.E.L.D. hálózatának egyik jelében, amit megfejt, hogy felfedje a Hydra beszivárgását. Amikor a repülő megérkezik a Tárcsához, a csoport csapatokra oszlik, hogy elfogják Handet. Hand azonban elárulja, hogy nem tagja a Hydrának, de úgy véli, hogy Coulson az, és beszervezi Triplettet és Simmons-t, hogy segítsenek neki megállítani őket. Garrett véletlenül olyan információkat hoz nyilvánosságra, amelyekből kiderül, hogy ő az igazi Látnok, és Coulson és May elfogja. Ward elkíséri Handet a Hűtőhőz, hogy személyesen gondoskodhasson Garrett bebörtönzéséről, de rövidesen kiderül, hogy ő maga is a Hydrához hűséges, mivel megöli Handet és kiszabadítja Garrett-et.                    |     |                                                              |                 |                                                 |                                          |              |               |
| 18. | 18. | Ez már jobban tetszik (Providence)                           | Milan Cheylov   | Brent Fletcher                                  | 2014. április 15. 2014. október 30.      | 5,52 millió  | 118           |
| Ward kiszabadítja Rainát, és bemutatja Garrettnek, hogy ő a Látnok. Bár csalódott, hogy a férfi valójában nem látnok, beleegyezik, hogy megpróbálja lemásolni a "Gondozóház" szert. Glenn Talbot ezredes egy katonai csapatot küld a Tárcsába, ezért Coulson a csapattal és Triplett-tel együtt távozik, és utasítja Skye-t, hogy törölje el az összes személyazonosságukat, beleértve Wardét is. Coulson egy koordinátákat tartalmazó üzenetet talál a kanadai vadonban, ahol felfedezik a rejtett S.H.I.E.L.D. bázist, a Providence-t, amelyet Eric Koenig ügynök vezet. Coulson Koenigtől megtudja, hogy Fury életben van, de azt a parancsot kapja, hogy tartsa titokban az információt. Maytől azt is megtudja, hogy Fury nem felügyelte a T.A.H.I.I.T.I. projektet. Ward és Garrett beszivárognak a Hűtőben, kiszabadítják a foglyokat és fegyvereket lopnak el, köztük a Berserker botot, a perui 0-8-4-et és a gravitóniumot. Raina tájékoztatja Garrett-et, hogy a Skye és Simmons összes kutatását tartalmazó merevlemez le van zárva, és csak Skye férhet hozzá, ami arra készteti Garrett-et, hogy Ward-ot Providence-be küldje.                                                     |     |                                                              |                 |                                                 |                                          |              |               |
| 19. | 19. | Az egyetlen fény a sötétben (The Only Light in the Darkness) | Vincent Misiano | Monica Owusu-Breen                              | 2014. április 22. 2014. november 6.      | 6,04 millió  | 119           |
| Koenig szigorú hazugságvizsgálatnak veti alá Coulson csapatát, amelyet Ward épphogy legyőz, hogy megőrizze álcáját. Coulson elviszi Fitzet, Simmons-t és Triplett-et, hogy megállítsák Marcus Danielst, egy emberfeletti, a Sötét Erőt megszállva tartó volt Hűtő-börtönlakót, aki megszállottja Audrey Nathan csellista, Coulson egykori szerelmének. Audrey megmentése után tervet dolgoznak ki Daniels előcsalogatására. A csoport túlterheli őt energiával, aminek következtében felrobban. Coulson rövid időre megvigasztalja Audrey-t, mielőtt visszavonul, mivel azt tervezi, hogy egy másik napon elmondja neki, hogy életben van. Közben May elhagyja a csapatot, megelégelte, hogy Coulson nem bízik benne. Skye és Koenig feltörik az NSA-t, hogy szemtanúi legyenek a Hydra támadásának a Hűtőnél, így Ward kénytelen megölni Koeniget, hogy megakadályozza a felfedezést. Skye megtalálja Koenig holttestét, és rájön, hogy Ward a Hydrával van. Hogy elkerülje Ward gyanúját, Skye csatlakozik hozzá, amikor ellopják a repülőt, mielőtt Coulson és a többiek visszatérnek Providence-be. Később Mayt felveszi az anyja a Ontarioban, aki segít neki Maria Hillt megkeresni.       |     |                                                              |                 |                                                 |                                          |              |               |
| 20. | 20. | Semmi személyes (Nothing Personal)                           | Billy Gierhart  | Paul Zbyszewski és DJ Doyle                     | 2014. április 29. 2014. november 6.      | 5,95 millió  | 120           |
| Fitz megtalálja Skye üzenetét, amelyben tájékoztatja őket, hogy Ward a Hydra tagja. Hill és egy Talbot vezette különleges egység megérkezik Providence-be, ahol Hill megpróbálja meggyőzni Coulson csapatát, hogy adják meg magukat. Azonban Ward árulását hallva Hill úgy dönt, hogy közvetlenül segíti a csapatot a vadászatban. Skye elvezeti Wardot az étteremhez, ahol Petersonnal találkozott, és titokban tippet ad a rendőrségnek. Elárulja, hogy ismeri a titkát, és megszökik, míg ő harcol a rendőrökkel, de Deathlok elfogja. Amikor Ward megpróbál elrepülni, Hill és Triplett szembekerül vele, akik elég ideig húzzák az időt, hogy Coulson felszökhessen a fedélzetre. Coulson kiszabadítja Skye-t, és elmenekülnek. A csapat egy szállodába vonul vissza, ahol Skye elárulja, hogy csapdát hagyott a merevlemezen. Hill elindul Washingtonba, míg May visszatér, és megmutatja Coulsonnak a pendrive tartalmát, amelyet a hamis sírból szerzett. A fájl egy videó, amelyen maga Coulson, aki nyilvánvalóan a T.A.H.I.T.I. projekt vezetője volt, arról tájékoztatja Furyt, hogy a projektet le kell állítani annak szörnyű mellékhatásai miatt.                                 |     |                                                              |                 |                                                 |                                          |              |               |
| 21. | 21. | Csürhe (Ragtag)                                              | Roxann Dawson   | Jeffrey Bell                                    | 2014. május 6. 2014. november 13.        | 5,37 millió  | 121           |
| A múltban a tizenéves Wardot látjuk a fiatalkorúak börtönében, ahol először találkozik Garrett-tel, és elfogadja az ajánlatát, hogy csatlakozzon a szervezetéhez. Az évek során Garrett kiképzi Wardot, és végül mesél neki a Hydráról. A jelenben Coulson és May beépül a Cybertekbe (amelyről rájönnek, hogy kapcsolatban áll a Százlábúval és a Hydrával), és megtudják, hogy Garrett volt az első Deathlok, az implantátumai nem működnek, és a túléléshez szüksége van a Gondozóház szerére. A csapat a Havannába utazik, ahol megtalálják a nemrég elhagyott Hydra-bázist, Fitz és Simmons pedig megtalálják az elfogott repülőt. Utóbbiakat Ward elkapja, és felviszi őket a repülő fedélzetére, amely elindul. Fitz egy EMP-vel hatástalanítja Garrett implantátumait, és a haldokló Garrett megparancsolja Wardnak, hogy ölje meg őket. Miután a két ügynök bezárkózik a repülő gyengélkedőjébe, Ward kilöki azt az óceánba. Raina beadja Garrettnek a szintetizált Gondozóház szert. Kezdetben úgy tűnik, hogy Extremis reakciót vált ki, de Garrett felépül. Quinn megpróbálja eladni a Deathlok katonákat a hadseregnek, és meghívja őket a Cybertek létesítményének megtekintésére. |     |                                                              |                 |                                                 |                                          |              |               |
| 22. | 22. | A vég kezdete (Beginning of the End)                         | David Straiton  | Maurissa Tancharoen és Jed Whedon               | 2014. május 13. 2014. november 13.       | 5,45 millió  | 122           |
| A Cyberteknél Quinn elkezdi a prezentációját az amerikai katonai tisztviselőknek, de Garrett félbeszakítja és megöli egyiküket. A százlábú katonákat kikerülve Coulson és csapata megtámadja a Cybertek létesítményét, Quinn és Raina elmenekül a Gravitoniummal, Skye megmenti Ace-t, May legyőzi Wardot, Coulson pedig szembeszáll Garrett-tel. Fury megmenti Fitzet és Simmons-t, bár Fitz alig van életben, majd Coulsonhoz csatlakozva szembeszáll Garrett-tel, akit végül Peterson hatástalanítja, amikor megtudja, hogy Skye megmentette Ace-t. Peterson, aki képtelen szembenézni a fiával, egyedül indul el, hogy megváltja magát. Fury kifejezi tiszteletét Coulson iránt, akit Bosszúállónak tekint, és kinevezi a S.H.I.E.L.D. új igazgatójának, a csapatot pedig egy titkos bázisra vezeti, amelyet Koenig ügynök testvére, Billy vezet. Raina átadja Skye fényképét egy titokzatos férfinak, aki elmondja neki, hogy megtalálta a lányát. Később Coulson az éjszaka közepén felébred, és ugyanolyan fokozott szellemi képességek és fixáció jeleit kezdi mutatni, mint amit Garrett tapasztalt, és kényszeresen furcsa szimbólumokat vés a falba.                                  |     |                                                              |                 |                                                 |                                          |              |               |

### Második évad (2014–2015)
| Sor. | Év. | Cím                                                                            | Rendező          | Író                                   | Premier                                  | Nézettség   | Gyártási szám |
| --- | --- | ------------------------------------------------------------------------------ | ---------------- | ------------------------------------- | ---------------------------------------- | ----------- | ------------- |
| 23. | 1.  | Árnyak (Shadows)                                                               | Vincent Misiano  | Jed Whedon és Maurissa Tancharoen     | 2014. szeptember 23. 2015. szeptember 3. | 5,98 millió | 201           |
| 1945-ben Peggy Carter ügynök és a Stratégiai Tudományos Tartalék rajtaüt az utolsó ismert Hydra-bázison (Werner Reinhardt vezetésével), és számos tárgyat lefoglalnak, köztük az obeliszket és egy kék testet. A jelenben Phil Coulson csapata figyelemmel kíséri az Obeliszk körül forgó üzletet, amely balul sül el, amikor Carl Creel megöli az információt felajánló volt S.H.I.E.L.D. ügynököt, és megszökik vele. Skye ügynök kihallgatja Grant Wardot, és megtudja, hogy a Hydra olyan kommunikációs csatornákat használ, amelyeket a S.H.I.E.L.D. nem figyel. A csapat rájön, hogy Glenn Talbot tábornok bajban van, és siet, hogy megmentse őt Creeltől, mielőtt maguk is elrabolják Talbotot, és felhasználják őt arra, hogy betörjenek egy katonai létesítménybe, amely tele van elkobzott S.H.I.E.L.D. eszközökkel. Isabelle Hartley ügynök megtalálja az obeliszket, míg Skye és Antoine Triplett ügynök ellopnak egy álcázásra alkalmas quinjetet. Lance Hunter elindul a S.H.I.E.L.D. által toborzott zsoldoscsapatával, de Creel rajtaüt, akinek támadása megöli Hartley-t. Creel ezután ellopja az obeliszket egy látszólag korszerűtlennek tűnő Reinhardt számára, aki most már Daniel Whitehall néven fut.         |     |                                                                                |                  |                                       |                                          |             |               |
| 24. | 2.  | Nehéz a fej (Heavy Is the Head)                                                | Jesse Bochco     | Paul Zbyszewski                       | 2014. szeptember 30. 2015. szeptember 3. | 5,05 millió | 202           |
| Miután Creel ellopta az obeliszket, Huntert elfogják Talbot emberei. Creel magába szívja az obeliszk tulajdonságait, és véletlenül megöl egy pincérnőt egy bárban. Később találkozik Rainával, de visszautasítja a lány segítségét. Talbot megpróbálja rávenni Huntert, hogy dolgozzon neki, és szabadon engedi, de Hunter visszatér a S.H.I.E.L.D.-hez, bosszút akar állni elesett barátaiért. Leo Fitz ügynök és a szerelő Alphonso Mackenzie ügynök képesek olyan fegyvert építeni, amely képes ártalmatlanná tenni Creelt. Amikor a csapat megfigyeli, hogy Creel alkut köt Whitehall emberével, Sunil Bakshi-val, Hunter lefegyverzi a többi ügynököt, és maga próbálja megölni Creelt. Creel azonban könnyedén legyőzi őt. Amikor éppen meg akarja ölni Huntert, Coulson az új fegyverrel ártalmatlanná teszi Creelt. Coulson később megkéri Huntert, hogy maradjon és segítsen a S.H.I.E.L.D.-nek, majd elmondja Talbotnak, hogy csak az idejét vesztegeti a S.H.I.E.L.D. nyomában, és átadja neki Creelt. Az obeliszk később Raina és "A Doktor" – Skye apja – birtokában jelenik meg, aki arra kéri az előbbit, hogy találja meg a lányát.                                                                                   |     |                                                                                |                  |                                       |                                          |             |               |
| 25. | 3.  | Barátkozás és az emberek befolyásolása (Making Friends and Influencing People) | Bobby Roth       | Monica Owusu-Breen                    | 2014. október 7. 2015. szeptember 10.    | 4,47 millió | 203           |
| Coulson megtudja Jemma Simmons ügynöktől, aki beépülve dolgozik a Hydrán belül, hogy a következő tervezett célpontjuk Donnie Gill, Ward pedig elmagyarázza Skye-nak, hogy a Hydra agymosást végez az olyan ígéretes újoncokon, mint Creel. A S.H.I.E.L.D. lenyomozza Gillt egy marokkói Hydra-hajóig, míg a Hydra Simmons-t egy csapattal együtt elküldi, hogy maga keresse meg Gillt, hogy próbára tegye a hűségét. Fitz elárulja Wardnak, hogy Gill a célpont, Ward pedig figyelmezteti, hogy Gill már korábban is a Hydra ügynöke volt, és hogy a Hydra megpróbálná újra aktiválni az agymosását. Melinda May ügynök, aki tud Simmons küldetéséről, hagyja őt és Gillt megszökni, hogy Simmons álcája megmaradjon, és a Hydra sikeresen újra átmossa Gillt. Skye-nak sikerül lelőnie őt, aki a vízbe esik és megfagy, de a kormányerők később nem tudják megtalálni a holttestét. Whitehall úgy dönt, hogy előlépteti Simmonst, annak ellenére, hogy nem sikerült visszaszereznie Gillt, Ward pedig elmondja Skye-nak, hogy az apja életben van, és felajánlja, hogy elviszi hozzá. |     |                                                                                |                  |                                       |                                          |             |               |
| 26. | 4.  | Ellenségem (Face My Enemy)                                                     | Kevin Tancharoen | Drew Z. Greenberg                     | 2014. október 14. 2015. szeptember 10.   | 4,70 millió | 204           |
| Coulson és May álruhában elmennek egy jótékonysági rendezvényre, hogy megszerezzenek egy festményt, amelyre idegen szimbólumokat véstek, és találkoznak Talbot-tal, aki már igényt tart rá, és négyszemközt szeretne találkozni Coulson-nal. Coulson elküldi Mayt, hogy felderítse a terepet, aki Talbot hotelszobájában rátalál az agymosott 33-as S.H.I.E.L.D. ügynökre, és rájön, hogy a partin lévő Talbot valójában álruhás Bakshi volt. Bakshi megkínozza Mayt, miközben a 33-as ügynök Maynek álcázza magát, hogy felvegye Coulsont és szabotálja a buszt. Coulson rájön, hogy "May" egy hamisítvány, mert a viselkedésében ellentmondások vannak. Megmenti az igazi Mayt, aki legyőzi a 33-as ügynököt, miközben Fitz és Hunter együtt dolgoznak, hogy megmentsék a buszt a Hydra számítógépes vírusától, így Fitz elkezdhet visszailleszkedni a csapatba korábbi, életét megváltoztató sérülései után. Bár Bakshi megszökik, a S.H.I.E.L.D. igényt tart a festményre, és eltitkolja a túlélését az igazi Talbot elől. Raina később szembekerül Whitehallal, aki megparancsolja neki, hogy adja át az obeliszket a Hydrának, különben a halál vár rá.                                                                         |     |                                                                                |                  |                                       |                                          |             |               |
| 27. | 5.  | A hüvely a fészekházban (A Hen in the Wolf House)                              | Holly Dale       | Brent Fletcher                        | 2014. október 21. 2015. szeptember 17.   | 4,36 millió | 205           |
| Raina könyörög Skye apjának, hogy adja át neki az obeliszket, de a férfi dühösen szidja, amiért nem adja át Skye-t, majd megöl két férfit, akiknek éppen műtétet végzett. Raina felfedezi Simmons álcáját, és megpróbálja megzsarolni Coulsont: nem árulja el Simmons-t a Hydrának, ha elviheti Skye-t az apjához. Coulson visszautasítja az ajánlatot, és Simmons kiléte lelepleződik, bár a Hydra biztonsági főnöke, Bobbi Morse, egy másik beépített S.H.I.E.L.D.-ügynök megmenti őt. Coulson megjelöli Rainát, hogy elvezesse őket a Hydrához, és elárulja Skye apjának tartózkodási helyét. Elhagyott rejtekhelyén a csapat megtalálja az általa meggyilkolt emberek holttestét, és a rejtett kamerákon keresztül figyelve rájön, hogy Skye szörnyetegnek tartja. Coulson később megmutatja Skye-nak az általa kényszeresen kifaragott idegen szimbólumokat, amelyekről a lány azt hiszi, hogy egy térkép. Fitz és Simmons újra összejönnek, miközben Morse, aki Hunter volt felesége, csatlakozik a csapathoz. Skye apja maga szállítja az obeliszket Whitehallnak, és felajánlja, hogy egyesíti erőit a Hydrával. |     |                                                                                |                  |                                       |                                          |             |               |
| 28. | 6.  | A törött ház (A Fractured House)                                               | Ron Underwood    | Rafe Judkins és Lauren LeFranc        | 2014. október 28. 2015. szeptember 17.   | 4,44 millió | 206           |
| Az ENSZ S.H.I.E.L.D.-ről szóló találkozóján a Hydra ügynökei, akik S.H.I.E.L.D.-ügynököknek adják ki magukat, megtámadnak és megölnek több világ képviselőit. Christian Ward szenátor, Grant Ward testvére úgy dönt, hogy ezt az incidenst felhasználva egy multinacionális S.H.I.E.L.D.-ellenes kezdeményezést javasol. Miközben Coulson találkozik Christiannal, hogy egy mindenki számára előnyös megoldást javasoljon, Skye kihallgatja Grantet Christianról. Grant elmagyarázza Skye-nak, hogy Christian mesteri manipulátor, Christian pedig közli Coulsonnal, hogy ez hazugság, mire mindkét S.H.I.E.L.D.-ügynök megpróbálja kideríteni, hogy melyik Ward-fivér mond igazat. Christian és Coulson megegyeznek, hogy feladják a S.H.I.E.L.D. ellenes javaslatot, cserébe Grant áthelyezéséért Christianhoz, hogy bíróság elé állhasson, de Grant átszállítás közben megszökik. May egy csapatot vezet az ENSZ-t megtámadó Hydra ügynökök ellen, több ügynököt elfognak, és átadják őket Talbotnak, aki kezd egyetérteni Coulson küldetésével, és részvétét fejezi ki az elesett S.H.I.E.L.D. ügynökök miatt. |     |                                                                                |                  |                                       |                                          |             |               |
| 29. | 7.  | Az írás a falon (The Writing on the Wall)                                      | Vincent Misiano  | Craig Titley                          | 2014. november 11. 2015. szeptember 24.  | 4,27 millió | 207           |
| Amióta a S.H.I.E.L.D. T.A.H.H.I.T.I. projektje a GH-325 nevű kísérleti szer segítségével feltámasztotta (amely a Carter által Whitehall birtokában talált idegen holttestből származik), Coulson kényszeresen faragja az idegen szimbólumokat. Amikor egy korábbi S.H.I.I.E.L.D. ügynököt és a T.A.H.I.I.T.I. páciensét megölik, és a testét a szimbólumokkal kifaragják (a korábbi ügynök, aki korábban a képet faragta), Coulson a Hydra memóriagépét használja, hogy megtalálja a többi beteget, akiknek beadták a szert. A megmaradt páciensek után megy, hogy megpróbáljon véget vetni az őrületnek. Rájön, hogy az írás valójában egy város 3D-s ábrája, ahová a GH-325 idegen gazdatestje láthatóan el akart menni. Az elkészült tervrajz láttán véget vet a faragás szükségességének, de mivel a Hydra is keresi a várost, a S.H.I.E.L.D. számára prioritássá teszi, hogy előbb találja meg. Eközben a csapat többi tagja megpróbálja elfogni Wardot, aki elárulja a Hydrát azzal, hogy elkapja Baksit, és otthagyja a S.H.I.E.L.D.-nek, mielőtt felkészülne a bátyjával való találkozásra. |     |                                                                                |                  |                                       |                                          |             |               |
| 30. | 8.  | A dolgok, amelyeket eltemetünk (The Things We Bury)                            | Milan Cheylov    | DJ Doyle                              | 2014. november 18. 2015. szeptember 24.  | 4,58 millió | 208           |
| Bakshi véletlenül felfedi Morse előtt, hogy Whitehall valójában Reinhardt, egy náci tudós, aki az Obeliszken dolgozott, mielőtt 1945-ben Carter elfogta és életfogytiglani börtönbe vetette. Reinhardtot 1989-ben Alexander Pierce szabadította ki a börtönből, hogy rájöjjön, hogy egy 1945-ben talált nő még mindig ugyanolyan idős, mint ő maga. A nőt felboncolva Reinhardt felfedezte a halhatatlanság titkát, és felhasználta azt arra, hogy 44 évvel fiatalabbá tegye magát. "A Doktor" megtalálja a nő maradványait, aki a felesége volt, és bosszút esküszik Whitehall ellen, akivel most szövetségesnek tetteti magát. Grant Ward is megjelenik, hogy szövetségre lép Whitehallal, miután megkínozta Christiant, hogy bevallja múltbéli bűneit, majd látszólag megölte őt és szüleiket. A S.H.I.E.L.D. feltöri az Egyesült Államok légierejének térképező műholdját, és annak segítségével megtalálja a rejtett várost, Coulson pedig találkozik "A Doktorral", aki tudja, hogy az Obeliszk egy kulcs, amelyet valakinek el kell vinnie a városba, akit arra érdemesnek tart. |     |                                                                                |                  |                                       |                                          |             |               |
| 31. | 9.  | Akik ide írnak (…Ye Who Enter Here)                                            | Billy Gierhart   | Paul Zbyszewski                       | 2014. december 2. 2015. október 1.       | 5,36 millió | 209           |
| A csapat szétválik: Coulson és Morse egy csoport élén megkezdi a San Juan alatti rejtett város felkutatását, May, Skye és Hunter pedig elmennek, hogy segítsenek Sam és Billy Koenig ügynöknek megmenteni Rainát a Hydra emberrablási kísérletétől Vancouverben. Raina elmondja Skye-nak, hogy ők ketten vannak a "méltók" közül, akik beléphetnek a városban lévő templomba, és hogy bárki más, aki megpróbálja, meghal. Azt is elárulja, hogy a várost és a obeliszket a Kree teremtette. Skye megpróbálja figyelmeztetni a fő csapatot, de Whitehall blokkolja a kommunikációjukat, Ward pedig felszáll a repülőre, hogy elvigye Rainát. Skye-t is magával viszi, megígérve, hogy elviszi az apjához, cserébe pedig beleegyezik, hogy a többieket elengedik. Mack már bejutott a városba, ami nagy fájdalmat okoz neki, és arra kényszeríti, hogy megtámadja a többieket, amíg Morse le nem győzi, és le nem zuhan egy mély aknába. Whitehall meglepődve értesül arról, hogy Ward elvitte Skye-t, és nem semmisítette meg a repülőt, ahogyan azt parancsba adta, ezért parancsot ad a 33-as ügynöknek (akinek még mindig May arca van, de már eltorzult).                                                                          |     |                                                                                |                  |                                       |                                          |             |               |
| 32. | 10. | Mivé válok? (What They Become)                                                 | Michael Zinberg  | Jeffrey Bell                          | 2014. december 9. 2015. október 1.       | 5,29 millió | 210           |
| May elkerüli a Hydra kísérletét, hogy lelője a repülőt. Ward elviszi Skye-t az apjához, Calhoz, aki elmagyarázza neki, hogy a neve Daisy, és hogy Whitehall megölte az anyját. A San Juan-i Hydra-bázisra érkezve, ahol a templomot fúrják, Whitehall mozgásképtelenné teszi Calt, és Skye-t fenyegeti, de megzavarják, amikor Coulson csapata megtámadja a bázist. Coulson megöli Whitehallt, elragadva ezzel Cal esélyét a bosszúra, aminek következtében utóbbi megtámadja Coulsont. Skye lelövi Wardot és távozásra kényszeríti Calt, majd követi Rainát és az obeliszket a templomba. A 33-as ügynök segít Wardnak a menekülésben. Coulson és Triplett versenyt futnak a templom felé, Triplettnek sikerül bejutnia, Coulsont pedig Mack késlelteti, aki nem sokkal később kitör a város irányítása alól, amikor a templom bezárja magát, és a obeliszk kinyílik, felfedve egy nagy kristályt. Skye-t és Rainát gubókba zárják, míg Triplett-tel végez. Skye kitör a gubójából, amikor földrengés rázza meg a várost. Máshol egy másik obeliszk felfedi egy szem nélküli férfinak, hogy "van valaki új". |     |                                                                                |                  |                                       |                                          |             |               |
| 33. | 11. | Utórengések (Aftershocks)                                                      | Billy Gierhart   | Maurissa Tancharoen és Jed Whedon     | 2015. március 3. 2015. október 8.        | 4,48 millió | 211           |
| Triplett halála után Coulson megpróbál visszavágni a Hydrának, amely azt fontolgatja, hogy Bakshi tölti be Whitehall vezetői pozícióját. A S.H.I.E.L.D. végrehajt egy tervet, amelynek során Bakshi megszökik, és elvezeti őket más magas rangú Hydra-ügynökökhöz, akiket aztán megölnek. San Juanban az idegen várost elárasztják, de nem előbb, minthogy az átalakult Raina megszökik, aki most már szörnyeteges külsővel rendelkezik. Amikor Cal hátat fordít neki, emlékeztetve őt, hogy megkapta, amit akart, Raina öngyilkosságot kísérel meg, de a szem nélküli férfi, Gordon, aki teleportálni tud, elkapja. Fitz és Skye rájönnek, hogy ez utóbbi is átalakult - ő okozta a földrengést San Juanban, de ezt a képességét nem tudja irányítani. Fitz beleegyezik, hogy titokban tartja a lányt, és elrejti az igazságot a csapat többi tagja elől. Eközben egy modellautóval, amelyet Mack épített Coulson számára, átvizsgálja az utóbbi irodáját, és megtalálja a "szerszámosládát", amelyet a S.H.I.E.L.D. előző igazgatója, Nick Fury adott neki. Mack, aki a S.H.I.E.L.D. bázisának tervrajzait tanulmányozta, titokban jelenti ezt Morse-nak.                                                                           |     |                                                                                |                  |                                       |                                          |             |               |
| 34. | 12. | Ki vagy valójában (Who You Really Are)                                         | Roxann Dawson    | Drew Z. Greenberg                     | 2015. március 10. 2015. október 8.       | 3,80 millió | 212           |
| A S.H.I.E.L.D.-t az amnéziás Sif segítségére hívják, akit utoljára egy hihetetlenül erős férfival láttak harcolni, és egy "Kava" nevű valamit keres, amiről hamarosan kiderül, hogy az a hely, ahol Whitehall megtalálta az obeliszket. Ott elfogják a férfit, aki visszaállítja Sif emlékeit, és bemutatkozik, mint egy Vin-Tak nevű Kree, aki azért jött, hogy elpusztítsa az összes obeliszket, és megöljön mindenkit, akire a benne lévő Terrigen kristályok hatással vannak. Amikor Skye képességei kiderülnek, Sif és Vin-Tak megpróbálja elfogni, illetve megölni őt, de Morse a fegyverével kitörli Vin-Tak emlékeit, míg Coulson meggyőzi Sifet, hogy hagyja békén Skye-t. Sif visszaviszi Vin-Takot a bolygójára, és figyelmezteti Coulsont, hogy a Kree már nem jelenthet többé problémát, de Skye nagyobb veszélyt jelenthet, mint gondolná. Eközben Morse megpróbál véget vetni a Hunterrel újraéledt kapcsolatának, amikor Mack figyelmezteti, hogy túl közel kerül hozzá, de Hunter dühösen szembesíti Macket ezzel és a gyanújával, hogy Mack és Morse titkolnak valamit, ami arra kényszeríti Macket, hogy eszméletlenre verje.                                                                                      |     |                                                                                |                  |                                       |                                          |             |               |
| 35. | 13. | Egyikünk (One of Us)                                                           | Kevin Tancharoen | Monica Owusu-Breen                    | 2015. március 17. 2015. október 15.      | 4,34 millió | 213           |
| Cal veszélyes egyéneket toboroz a S.H.I.E.L.D. tehetség-indexéből, hogy rendezze bosszúját. Coulson és Morse nyomoz, és az előbbi szülővárosába, Manitowocba vezetik őket, ahol a bűnözők elfoglalták a helyi iskolai stadiont. May a volt férjét, Dr. Andrew Garnert, a pszichoanalitikust hívja segítségül, hogy dolgozzon együtt Skye-val, aki most már maga is az Indexen van. Garner és Skye egyik beszélgetése során Coulson erősítést kér, ami arra készteti Mayt, hogy a busszal Manitowocba repüljön, Garnerrel és Skye-val a fedélzeten. A stadionban Coulson szembekerül Cal-lal, miközben megérkezik May, aki azzal blöfföl, hogy megöli Skye-t. A dulakodás közben megjelenik Gordon, és elteleportál Cal-lal. Miközben Coulson csapata megfékezi Cal csoportját, Skye rengéseket kezd okozni, amit csak úgy tud megállítani, hogy befelé irányítja képességeit, ami hajszálrepedéseket okoz az egész testében. Mack egy menedékházban rejtegeti Huntert, amíg ki nem hozza őket egy szervezet, amelyet Mack "az igazi S.H.I.E.L.D.-nek" nevez, Gordon pedig elviszi Calt a feletteseihez, lekicsinyelve őt, amiért a tudományt használja az ereje növelésére.                                                           |     |                                                                                |                  |                                       |                                          |             |               |
| 36. | 14. | Szerelem a Hidra idején (Love in the Time of Hydra)                            | Jesse Bochco     | Brent Fletcher                        | 2015. március 24. 2015. október 22.      | 4,29 millió | 214           |
| Garner javaslatára Coulson kivonja Skye-t az aktív szolgálatból, és egy menedékházban hagyja egy olyan kesztyűvel, amely segít elnyomni a képességeit, és arra kéri, hogy szánjon rá egy kis időt, hogy megtanulja kontrollálni az erejét. Ward és a 33-as ügynök levadássza azt a férfit, aki megalkotta a technológiát, amely lehetővé tette, hogy a 33-as ügynök felvegye May külsejét. Megjavítja a maszkját, így ismét bárkire át tudja változtatni a külsejét, akire csak akarja. Ezt felhasználva beépülnek Talbot bázisára, és kiszabadítják Baksit, akit a S.H.I.E.L.D. a jóhiszeműség jeleként átadott. Bakshitól megtudják a 33-as ügynök életét, mielőtt a férfi agymosást hajtott végre rajta, többek között a nevét, Kara Palamast, mielőtt ők maguk is agymosást hajtottak végre rajta. Mack bemutatja Huntert Robert Gonzalesnek és az "igazi S.H.I.E.L.D." vezetőségének, amely az átláthatóság eszméjére épül, nem pedig Fury mantrájára, a széttagoltságra. Coulsonban és kiszámíthatatlan viselkedésében fenyegetést látnak, és amikor Hunter megszökik, úgy döntenek, hogy azonnal megtámadják Coulson csoportját.                                                                                               |     |                                                                                |                  |                                       |                                          |             |               |
| 37. | 15. | Az egyik ajtó becsukódik (One Door Closes)                                     | David Solomon    | Lauren LeFranc és Rafe Judkins        | 2015. március 31. 2015. október 29.      | 4,26 millió | 215           |
| Gordon meglátogatja Skye-t, hogy elmondja neki az otthonát, ahol biztonságban lehet, és megtanulhatja, hogyan irányítsa az erejét a S.H.I.E.L.D. kesztyűi nélkül. Coulson szembesíti Macket a modellautóval és a viselkedésével, és arra következtet, hogy tégla. Morse ellopja a szerszámosládát Coulson irodájából, és átveszi a bázis rendszereit, így ő és Mack elkerülhetik az elfogást, a frakciójuk többi tagja pedig támadást indít. Ez a szervezet a Hydra-felkelés és a S.H.I.E.L.D. bukása után alakult, amikor Morse, Gonzales, Mack és Hartley megtagadta Fury parancsát, és több száz hűséges S.H.I.E.L.D.-ügynököt mentett meg. Gonzales felismerte mindazt a kárt, amit Fury és titkai okoztak, és most azt akarja, hogy a S.H.I.E.L.D. nélkülük létezzen. Ő és kollégái félnek a lehetséges idegen és emberfeletti jelenségektől, amelyek veszélyeztethetik a világ többi részét, beleértve Skye-t is, de amikor megpróbálják őrizetbe venni Skye-t, az véletlenül szabadjára engedi a képességeit. Skye elborzadva attól, hogy mire képes, beleegyezik, hogy Gordonnal tartson. May segít Coulsonnak megszökni Gonzales elől, és Coulson hamarosan megtalálja Huntert, aki beleegyezik, hogy állandó ügynök legyen. |     |                                                                                |                  |                                       |                                          |             |               |
| 38. | 16. | Túlvilág (Afterlife)                                                           | Kevin Hooks      | Craig Titley                          | 2015. április 7. 2015. november 5.       | 4,24 millió | 216           |
| Gordon elviszi Skye-t az Túlvilágba, egy menedékhelyre, ahol Lincoln Campbell elmagyarázza neki, hogy a legtöbb embert, aki átalakul, kiválasztják és felkészítik erre, majd kiválasztanak egy vezetőt, aki segít ezeknek az embereknek elsajátítani új képességeiket. Skye vezetője a Túlvilág alapítója, Jiaying, míg Gordon Rainát fogja vezetni, aki még mindig meg akar halni. Amikor Gonzales megkéri Fitzet és Simmonst, hogy segítsenek nekik kinyitni Fury szerszámosládáját, Fitz visszautasítja, és úgy dönt, hogy elhagyja a S.H.I.E.L.D.-t, míg Simmons beleegyezik a segítségbe, bár ez csak egy csel, hogy Fitz magával vihesse a szerszámosládát. Coulson és Hunter ellopnak egy quinjetet Gonzales ügynökeitől Mike Peterson ügynök segítségével, aki a Hydra tudósára, Dr. Listre vadászott, és rátalált, hogy tehetséges embereken kísérletezik. Peterson megjelenésével Gonzales megijed, hogy Coulson hány szuperképességű ügynökkel rendelkezik, de úgy véli, hogy mégis megérdemli a tisztességes képviseletet, ezért felkéri Mayt, hogy legyen a S.H.I.E.L.D. igazgatótanácsának tagja. Coulson rájön, hogy az új Hydra-fenyegetés leküzdéséhez Grant Wardhoz kell fordulnia.                                 |     |                                                                                |                  |                                       |                                          |             |               |
| 39. | 17. | Melinda (Melinda)                                                              | Garry A. Brown   | DJ Doyle                              | 2015. április 14. 2015. november 12.     | 4,04 millió | 217           |
| May, aki most már Coulson bázisának vezetője, beleegyezik, hogy utánanézzen a férfi tetteinek, amióta igazgató lett, és kiderül, hogy Coulson titokban egy másik bázist épít, és konzultál Garnerrel, ami Mack szerint azért van, mert egy tehetséges hadsereget hoz létre. Skye Jiayinggal edz, és elkezdi összpontosítani a képességeit a tárgyak természetes frekvenciájának manipulálására. Jiaying hamarosan kideríti, hogy ő Skye anyja. Cal összerakta őt, a gyógyító faktor újraélesztette, és keresték Skye-t, akit a S.H.I.E.L.D. elvitt, amíg Jiaying rá nem jött, milyen szörnyetegekké váltak, és otthagyta Calt, hogy új, békés életet építsen. A kapcsolatuknak titokban kell maradnia, mert egyszer a csoportjuk egyik tagja Terrigen kristályokat lopott a lányának, aki aztán arra kényszerítette az anyját, hogy bántson másokat, hogy a fájdalmukból táplálkozzon. Megállították őket, amikor May mindkettőjüket megölte, és ezzel egy életre megsebezte őt. Jiaying és Skye azonban beleegyeznek, hogy Calhoz csatlakozzanak egy vacsorára, és ezt a pillanatot Raina láthatóan előre látta álmában. Fitz kinyitja a szerszámosládát, és kapcsolatba lép Coulsonnal.                                             |     |                                                                                |                  |                                       |                                          |             |               |
| 40. | 18. | Az én ellenségem bosszúsága (The Frenemy of My Enemy)                          | Karen Gaviola    | Monica Owusu-Breen és Paul Zbyszewski | 2015. április 21. 2015. november 19.     | 4,45 millió | 218           |
| Coulson, Hunter, Fitz és Peterson elfogják Wardot és Palamast, és alkut kötnek, hogy beszivárognak a Hidrába, cserébe Wardnak tiszta lapot adnak az emlékei kitörlésével. Ward az agymosott Bakshi segítségével, valamint Petersonnal együtt közel kerül Listhez, és megtudják, hogy Gordon nyomában van, és el akarja fogni. Jiaying el akarja száműzni Calt a Túlvilágról, de Skye attól tart, hogy ártatlanokat bánt, ezért vele tart, mielőtt Mayt hívná segítségül. Simmons feltöri Peterson kibernetikus szemét, és az ő videókapcsolatán keresztül a S.H.I.E.L.D. rájön, hogy Coulson Warddal dolgozik. May elküldi Bobbit és Macket. Miközben Cal élvezi az időt Skye-val, felfedezik, hogy Lincoln kémkedik utánuk, és Cal rájön Jiaying terveire. A Hydra követi Gordon mozgását Cal irodájáig, és megtámadják, mielőtt Cal bármit is tehetne Lincoln ellen. A Hydra elfogja Petersont és Lincolnt. Skye majdnem újra együtt van Coulsonnal, de Gordon elviszi őt és Calt. Amikor Bobbi és Mack megérkezik, Coulson megadja magát nekik. |     |                                                                                |                  |                                       |                                          |             |               |
| 41. | 19. | A piszkos féltucat (The Dirty Half Dozen)                                      | Kevin Tancharoen | Brent Fletcher és Drew Z. Greenberg   | 2015. április 28. 2015. november 26.     | 4,57 millió | 219           |
| Coulson felajánlja, hogy a saját csapatával beszivárog List bázisára, és kiszabadítja Petersont és Lincolnt. Raina előre látja, hogy Skye megmenti Lincoln életét, és meggyőzik Gordont, hogy vigye a S.H.I.E.L.D.-hez anélkül, hogy szólna Jiayingnak, aki megengedi Calnak, hogy az Túlvilágon maradjon (bár véletlenül elárulja a közösségnek, hogy Skye a lányuk). Coulson, May, Skye, Fitz, Simmons és Ward beszivárognak a Hydra bázisára, Bakshi segítségével. Simmons és Ward megmentik Petersont, de Simmons megpróbálja megölni Wardot mindazért, amit velük tett. Bakshi feláldozza magát, hogy megmentse Wardot, aki úgy dönt, hogy egyedül távozik. Skye mégis megmenti Lincolnt, míg Coulson felfedezi a Hydra vezetőjének, Wolfgang von Strucker bárónak a bázisát. Megadja a helyszínt Maria Hillnek, hogy a Bosszúállók legyőzhessék a Hidrát. Ward Palamast a S.H.I.E.L.D.-vel hagyja, remélve, hogy ügynökként visszaszerezheti elveszett életét, míg Raina, aki kezdi megkérdőjelezni Jiaying vezetését, előre látja, hogy a fémemberek városokat pusztítanak el. |     |                                                                                |                  |                                       |                                          |             |               |
| 42. | 20. | Sebhelyek (Scars)                                                              | Bobby Roth       | Rafe Judkins és Lauren LeFranc        | 2015. május 5. 2015. december 3.         | 4,45 millió | 220           |
| A S.H.I.E.L.D. vezetősége hálás Coulsonnak, miután Fury Coulson titkos helikopterével életeket mentett a szokoviai csata során, és beleegyeznek, hogy egyesítik frakcióikat, Coulson marad az igazgató, a vezetőség pedig a felügyelő és tanácsadó testületként működik. Rainának látomása van egy ősi Kree-fegyverről, amelyet arra terveztek, hogy elpusztítsa az emberteleneket - azokat, akiket a Kree megváltoztatott. Gordon elviszi őt, hogy megkeresse, és Gonzales hajójának rakterében találja meg. A S.H.I.E.L.D. felfedezi a betolakodókat, és a Hydra technológiájával követi őket, amikor teleportálnak, így megtudja az Túlvilág helyét. Palamas felfedi Ward valódi tervét, amikor segít neki elrabolni Morse-t. Gonzales küldöttséget vezet Túlvilágba, hogy találkozzon Jiayinggal és indexelje a közösséget. Raina háborút jósol, ha Jiaying találkozik a S.H.I.E.L.D.-vel, de azt hiszik, hogy hazudik, hogy magához ragadja a hatalmat. Amikor Jiaying és Gonzales találkoznak átadja Calt a S.H.I.I.E.L.D. őrizetébe, mielőtt megöli Gonzalest és lelövi magát, hogy háborút indítson a S.H.I.E.L.D. ellen, ahelyett, hogy hagyná, hogy a népét indexeljék.                                                     |     |                                                                                |                  |                                       |                                          |             |               |
| 43. | 21. | S.O.S. 1. rész (S.O.S. (Part 1))                                               | Vincent Misiano  | Jeffrey Bell                          | 2015. május 12. 2015. december 10.       | 3,88 millió | 221           |
| A S.H.I.E.L.D. hamar rájön Jiaying trükkjére, de a túlvilágiak, köztük Skye, bedőlnek neki, és beleegyeznek, hogy mellette harcoljanak. Ward megkínozza Morse-t, azt akarja, hogy bevallja, hogy elárulta Palamas tartózkodási helyét a Hydrának, amíg ott volt beépülve. Rájön, hogy Morse biztos a dolgában, Ward csapdát állít, amelynek az lesz a vége, hogy egy S.H.I.E.L.D.-ügynököt, feltehetően Huntert, a szeme láttára ölnek meg. Morse azonban elkap egy Hunternek szánt golyót, és alig éli túl, míg Ward véletlenül megöli Palamast, miközben Maynek álcázza magát. Jiaying tervének részeként Cal bevesz egy szérumot, amit azért készített, hogy embertelen erőt adjon magának. Ez azonban őt is megöli, és Coulson segít neki rájönni az igazságra: Jiaying az igazi szörnyeteg, és amióta Cal újra összerakta, ráveszi őt, hogy szörnyű dolgokat tegyen, többek között embereket hozzon magával, akiknek az életét elnyeli, hogy gyógyuljon és fiatal maradjon. Miután nem sikerült meggyőznie Skye-t arról, hogy Jiaying veszélyes, Raina szembeszáll Jiayinggal, aki megöli őt. Ezt látva Skye hátat fordít Jiayingnak.                                                                                            |     |                                                                                |                  |                                       |                                          |             |               |
| 44. | 22. | S.O.S. 2. rész (S.O.S. (Part 2))                                               | Billy Gierhart   | Jed Whedon és Maurissa Tancharoen     | 2015. május 12. 2015. december 17.       | 3,88 millió | 222           |
| Az embertelenek foglyul ejtik Skye-t, és megtámadják a S.H.I.E.L.D. hajóját, azt tervezve, hogy mesterséges Terrigen kristályokkal leleplezik az összes embertelent, és megölnek minden embert. Mack kiszabadítja Skye-t, aki figyelmezteti Coulsont Jiaying tervére; Coulson, Fitz és Cal beszivárog a hajóra. Fitz megöli Gordont, megakadályozva ezzel, hogy a hajó szellőzőrendszerén keresztül Terrigen-ködöt szabadítson fel. Coulson azonban elveszíti az egyik kezét, amikor megakadályozza, hogy az egyik kristály széttörjön. Skye szembeszáll Jiayinggal, aki egy Quinjet segítségével újabb kristályokat próbál szétteríteni a világban. Amikor Skye az óceánba löki a gépet, Jiaying elkezdi kiszívni az életét, mígnem Cal megöli Jiayingot. A S.H.I.E.L.D. később kitörli Cal emlékeit, így ő békében élhet új életet, míg Skye csatlakozik a S.H.I.E.L.D. új, tehetséges emberekből álló csapatához, May pedig szünetet tart a S.H.I.E.L.D.-nél Garnerrel. Ward pedig azt tervezi, hogy a Hydra maradványait a S.H.I.E.L.D. ellen vezeti. Miközben az óceánból származó kristályok nyomai az egész világot bejárják, a Monolit néven ismert Kree-fegyver elnyeli Simmonst.                                            |     |                                                                                |                  |                                       |                                          |             |               |

### Harmadik évad (2015–2016)
| Sor. | Év. | Cím                                               | Rendező          | Író                                | Premier                                 | Nézettség   | Gyártási szám |
| --- | --- | ------------------------------------------------- | ---------------- | ---------------------------------- | --------------------------------------- | ----------- | ------------- |
| 45. | 1.  | A természet törvényei (Laws of Nature)            | Vincent Misiano  | Jed Whedon és Maurissa Tancharoen  | 2015. szeptember 29 2016. augusztus 22. | 4,90 millió | 301           |
| Miután Joey Gutierrez fémhajlító képességeket fejlesztett ki, a S.H.I.E.L.D. ügynökei megmentik az ellenséges ATCU-tól - Matthew Ellis elnök helyettesíti a földalatti S.H.I.E.L.D.-et. Amikor Daisy Johnson ügynök nehezen magyarázza el Gutierreznek embertelen örökségüket, amelyet a nemrég felszabadult Terrigen vegyületnek való kitettség aktivált, Lincoln Campbell segítségét kéri, aki tanította őt, de most normális életet akar élni. Phil Coulson, a S.H.I.E.L.D. igazgatója megtalálja az ATCU vezetőjét, Rosalind Price-t, és ketten rájönnek, hogy egy harmadik fél is érdeklődik az új emberfajták iránt: a szörnyeteges emberfölötti Lash, aki megtámadja Daisyt és Campbellt. Az ATCU későbbi érkezése miatt Lash és Campbell is menekülni kényszerül; a szervezet vadászni kezd rájuk. Leo Fitz ügynök megszerzi az ősi héber tekercset, amely a Kree Monolitot - amely felemésztette társát, Jemma Simmons-t - "Halál"-ként (héberül: מות) írja le, amit Fitz képtelen elfogadni. Simmons eközben egy kietlen idegen bolygón van. |     |                                                   |                  |                                    |                                         |             |               |
| 46. | 2.  | A szerkezet rendeltetése (Purpose in the Machine) | Kevin Tancharoen | DJ Doyle                           | 2015. október 6. 2016. augusztus 22.    | 4,32 millió | 302           |
| Dr. Andrew Garner megvizsgálja Gutierrezt, és úgy ítéli meg, hogy még nem áll készen arra, hogy csatlakozzon a Titkos Harcosokhoz, Daisy potenciális emberfölötti csapatához. Grant Ward, aki újra akarja építeni a Hidrát, beszervezi Werner von Struckert, a korábbi vezető, Wolfgang von Strucker báró fiát. A Ward levadászásával és megölésével megbízott Lance Hunter ügynök felkutatja Garner volt feleségét, Melinda May ügynököt, aki hat hónapja szabadságon van a S.H.I.E.L.D.-től. Mayt meggyőzi, hogy a Garnerrel és Coulsonnal való kapcsolati nehézségek ellenére sem kell menekülnie az élete elől, és végül beleegyezik, hogy csatlakozzon Hunterhez a küldetésében. Fitz rájön, hogy a Monolit egy portál, és a S.H.I.E.L.D. bevonja az asgardi Elliot Randolphot. Randolph elviszi őket egy régi angol kastélyba, ahol egy mára már lepusztult gépet építettek, hogy rezgések segítségével nyissa ki a Monolitot. Daisy a képességeivel képes megismételni ezt a hatást, Fitz pedig átküld egy jelzőfényt, mielőtt maga is belépne a portálba. Megtalálja Simmons-t, és képes visszahozni őt, miközben Daisy ereje elpusztítja a Monolitot.                                                                  |     |                                                   |                  |                                    |                                         |             |               |
| 47. | 3.  | Körözött ember(telen) (A Wanted (Inhu)man)        | Garry A. Brown   | Monica Owusu-Breen                 | 2015. október 23. 2016. augusztus 29.   | 3,74 millió | 303           |
| Az ATCU egyre közelebb kerül Campbellhez, akit egy régi barátja elárul, amikor az ATCU a nyilvánosság segítségét kéri az "idegen" elfogásához. Daisyt hívja segítségül. Coulson találkozik Price-szal, és arra kéri, hogy a S.H.I.E.L.D. inkább Campbell-t kapja el, de rájön, hogy Daisy-ről is tudnak, és hogy biztonsága érdekében hagynia kell, hogy az ATCU elkapja Campbellt. Ennek tudatában Daisy megtalálja Campbellt, de az ATCU követi. Campbell megtámadja őket és megszökik, ezért megpróbálják elkapni helyette Daisyt. Hogy megmentse őt, Coulson beleegyezik, hogy Price-szal együttműködve együtt fogják el az emberteleneket. Hunter és May találkozik Hunter egyik kapcsolatával a Hidrában, aki elviszi őket az új beavatási rendszerbe: Hunternek életre-halálra kell harcolnia, hogy bebizonyítsa, méltó a Hidrához. Hunter megküzd a kapcsolatával, megöli őt, és felvételt nyer a Hydra soraiba. Fitz megpróbál segíteni Simmonsnak akklimatizálódni a régi életéhez, de a lánynak mind a Föld eltérő fizikájával, mind a mentális traumával meg kell küzdenie. Később Bobbi Morse ügynök rátalál Simmonsra, aki újra meg akarja nyitni a portált, és vissza akar térni a bolygóra.                     |     |                                                   |                  |                                    |                                         |             |               |
| 48. | 4.  | Ismert démonaink (Devils You Know)                | Ron Underwood    | Paul Zbyszewski                    | 2015. október 20. 2016. augusztus 29.   | 3,85 millió | 304           |
| Daisy egy kódolt e-mailt talál a Lash-támadás helyszínén, és Dwight Frye-hoz, egy embertelenhez vezeti, akire negatív hatással van a többi embertelen jelenléte, amelyet Lash arra használ, hogy célpontokat találjon. May ellátogat a S.H.I.E.L.D.-hez, hogy figyelmeztesse Coulsont, hogy Hunter küldetése túlságosan személyeskedő és vakmerő lett, de nem hajlandó beszélni Garnerrel, aki elhagyta őt, miközben megpróbálták újraéleszteni a kapcsolatukat. Az ATCU elviszi Frye-t, Daisy és Alphonso Mackenzie ügynök pedig velük tarthat, hogy megnézzék a bázisukat és az embertelen létesítményeket. Lash azonban rajtaüt a furgonjukon, megöli Frye-t és megsebesíti Macket, de megkíméli Daisyt, aki szemtanúja lesz, ahogy a férfi utána közönséges emberré változik. Huntert a Hydra küldetésére viszik, de Ward meglátja, és megtámadja. May megérkezik, hogy segítsen, de Ward felfedi, hogy Strucker kész megölni Garnert, hacsak Hunter és May nem engedi elmenekülni. May, aki nem tudja feláldozni Garnert, hajlandó meghátrálni, de Hunter megtámadja Wardot, és menekülés közben vállon lövi. Megtorlásul Strucker látszólag megöli Garnert.                                                               |     |                                                   |                  |                                    |                                         |             |               |
| 49. | 5.  | 4722 óra (4,722 Hours)                            | Jesse Bochco     | Craig Titley                       | 2015. október 27. 2016. szeptember 5.   | 3,81 millió | 305           |
| Simmons beleegyezik, hogy elmondja Fitznek a bolygón töltött hat hónapját. Miután átvonszolták a portálon, egy látszólag napfény nélküli, elhagyatott bolygón találta magát, ahol egy vízzel teli pocsolyára és egy idegen életformára bukkant, amely lakta, és amely lehetővé tette számára, hogy eltartsa magát, amíg nem találkozott a bajba jutott űrhajóssal, Will Danielsszel. Daniels egy tudóscsoporttal utazott át a portálon 2001-ben, amikor a monolit még a NASA birtokában volt, de idővel a bolygó és a rajta lévő gonosz lény megőrjítette őket, és végül mindannyian meghaltak. Simmons rájött, hogy a csillagok és a bolygó holdjainak együttállását tanulmányozva megjósolható a portál megnyitása, és hónapokon keresztül képesek voltak előre jelezni a portál következő megnyitását. Amikor lemaradtak róla, Simmons elvesztette a reményt, de Danielsnél vigaszt talált, és beleszeretett. Amikor meglátták Fitz jelzőfényét, Simmons képes volt eljutni hozzá, miközben Daniels elterelte a lény figyelmét. Most Simmons újra meg akarja nyitni a portált, hogy visszatérhessenek Daniels megmentésére, amiben Fitz beleegyezik, hogy segít.                                                             |     |                                                   |                  |                                    |                                         |             |               |
| 50. | 6.  | Köztünk élnek (Among Us Hide...)                  | Dwight H. Little | Drew Z. Greenberg                  | 2015. november 3. 2016. szeptember 5.   | 3,84 millió | 306           |
| A S.H.I.E.L.D. élve találja meg Garnert, miután Strucker elmenekült a helyszínről. Huntert Morse váltja fel a Ward-misszióban; ő és May elkezdik Strucker nyomába eredni. Mivel Daisy és Mack nem jutott el az ATCU létesítményébe, Coulson maga keresi fel azt, míg Daisy, Mack és Hunter úgy gondolja, hogy Price jobbkeze, Luther Banks lehet Lash. Megtalálják Bankset, kiütik, vért vesznek tőle, és becsempésznek egy kamerát a létesítménybe, ahová tartott. Amikor egy elemzés bebizonyítja, hogy Banks nem embertelen, rájönnek, hogy az ATCU létesítményében vannak, és szemtanúi lesznek annak, ahogy Coulson látja, ahogy egy elfogott embertelen érkezik mesterséges kómában. Price elmondja Coulsonnak, hogy azért akarja "meggyógyítani" az emberteleneket, mert nem tudott segíteni a rákban elhunyt férjén. May és Morse lenyomozzák Struckert Gideon Malick lakásáig, akinél Strucker menedéket keresett. Malick ehelyett átadta őt a Hydrának egy jövőbeli szívességért cserébe. Miközben Morse harcol a Hydra tagjaival, Strucker elmondja Maynek, hogy Garner azért élte túl a támadást, mert ő Lash. |     |                                                   |                  |                                    |                                         |             |               |
| 51. | 7.  | Káoszelmélet (Chaos Theory)                       | David Solomon    | Lauren LeFranc                     | 2015. november 10. 2016. szeptember 12. | 3,49 millió | 307           |
| May szembesíti Garnert, aki elmagyarázza, hogy a S.H.I.E.L.D.-nek végzett kutatása során kinyitotta a Daisy néhai édesanyjához tartozó, ismert embertelenekről szóló könyvet, amely csapdával volt ellátva, hogy Terrigent szabadítson rá az olvasóra. Garnerben felszabadultak az embertelen képességek, és amikor Garner ezt követően egy "méltatlan" embertelenhez vonzódott, átalakult Lashsé, és megölte őt, Garner szakított Mayjel. Coulson csatlakozik Price-hoz, hogy találkozzon az elnökkel a felfokozott emberek kitörése miatt, de útközben megzavarja Campbell, aki arra következtetett, hogy Lashnek hozzáférése kell, hogy legyen a könyvhöz. A S.H.I.E.L.D. és az ATCU felkutatja Garnert és Mayt, utóbbit túszként tartják fogva, Coulson pedig megpróbálja lebeszélni Garnert. Garner Lash-ösztönei azt akarják, hogy megölje Campbellt, és miután utóbbi megtámadja Lash-t, csak May tudja megnyugtatni és visszaváltoztatni emberi formájába. Campbell figyelmeztet, hogy a Lash-forma hamarosan végleges lesz, ezért May az ATCU-val sztázisba helyezteti Garnert, amíg a gyógymódjuk be nem fejeződik. Coulson ezután Price-szal tölti az éjszakát.                                                      |     |                                                   |                  |                                    |                                         |             |               |
| 52. | 8.  | Sok fej egy mese (Many Heads, One Tale)           | Garry A. Brown   | Jed Whedon és DJ Doyle             | 2015. november 17. 2016. szeptember 12. | 3,60 millió | 308           |
| Malick tudja, hogy Ward hozzá akar férni von Strucker egyik páncélterméhez - állítólag a Hydra valódi erejét tartalmazza, amit Coulson megölésére akar felhasználni –, ezért embereket küld Ward megölésére. Ward legyőzi őket, és kikínozza belőlük a páncélterem helyét. Hunter és Morse belép az ATCU-ba, FBI-ügynököknek álcázva magukat, akik a Garner elszigetelő modulja által kiváltott biztonsági rés után nyomoznak. Morse rájön, hogy az ATCU az emberteleneket a telephelyen kívül tartja, és gyógyítás helyett újabbakat próbál készíteni belőlük. Coulson szembesíti Price-t, aki azonban nem tudott erről, mert a régi üzlettársa, Malick vezette azt az oldalt. Ward betör a páncélterembe, és szembesül a lenyűgözött Malickkal. Miközben Fitz és Simmons rájönnek, hogy Danielst a Hydra küldte át a portálon, hogy áldozatul hozza az entitást, Malick elmagyarázza Wardnak, hogy egy ősi embertelen lényről, Hive-ról van szó, akit a portálon keresztül száműztek, és a Hydra azért jött létre, hogy visszahozza a Földre. Ha Ward segít a Hydrának ebben, akkor Malick segít Wardnak elpusztítani a S.H.I.E.L.D.-t.                                                                                       |     |                                                   |                  |                                    |                                         |             |               |
| 53. | 9.  | Lezárás (Closure)                                 | Kate Woods       | Brent Fletcher                     | 2015. december 1. 2016. szeptember 19.  | 3,84 millió | 309           |
| A Coulsonnal közös vacsorán Price elárulja, tervezi, hogy szembeszáll Malickkal, mielőtt Ward hirtelen lelőné, és Coulson karjaiban meghalna. Macket a S.H.I.E.L.D. ideiglenes igazgatójává lépteti elő, Coulson pedig bosszút forral, és Hunterrel és Morse-szal együtt elrabolja Ward öccsét, Thomast. Fitz és Simmons Banksszel együtt az ATCU után nyomoz, de Bankset megölik, és a Hydra elfogja őket. Simmons-t addig kínozzák, amíg Fitz beleegyezik, hogy segít a Hydrának visszahozni Hive-ot a Földre, míg Coulson a Ward testvérek közötti telefonbeszélgetést használja fel, hogy felkutassa a Hydrát Mack felmenti Gutierrezt és Campbellt a terepmunkára, és mozgósítja a S.H.I.E.L.D. többi tagját a mentőakcióra. A Hydra újra megnyitja a portált, és Malick meggyőzi Wardot, hogy vezesse át rajta Fitzzel a Hidrát, és térjen vissza Hive-val, megígérve, hogy Coulson meghal, amikor visszatérnek, azonban Coulsonnak is sikerül belépnie a portálon. |     |                                                   |                  |                                    |                                         |             |               |
| 54. | 10. | Maveth (Maveth)                                   | Vincent Misiano  | Jeffrey Bell                       | 2015. december 8. 2016. szeptember 19.  | 3,85 millió | 310           |
| Fitz megtalálja Danielst, és meggyőzi Wardot, hogy szükségük lesz rá a kijárat megtalálásához. Mack elküldi Mayt és a Titkos Harcosokat (Daisy, Campbell és Gutierrez), hogy keressék meg Simmons-t, míg ő, Morse és Hunter beszivárognak a kastélyba, és biztosítják a portálszobát. Simmons maga is megszökik, miután Campbell lekapcsolja a Hydra energiáját, és felfedez néhány embertelent, akiket Malick sereggé gyűjtött össze, köztük Garnert is. Simmons beleegyezik, hogy elszabadítsa Lash-t a Hydra ellen, mielőtt elindul a többiekhez. Fitz és Daniels egy ősi civilizáció romjaihoz vezetik Wardot, ahol sikerül elmenekülniük, miközben Coulson utoléri Wardot, és legyőzi őt, arra kényszerítve, hogy kövesse őket. A kijáratnál Daniels megtámadja Fitzet: Raj megölte Danielst, amikor Simmons elmenekült, és most az ő testében lakik. Ward megtámadja Coulsont, amikor Fitz eltereli a figyelmét, de Coulson a műkezével megöli Wardot, míg Fitz egy jelzőrakétával elpusztítja Daniels testét. Fitz és Coulson visszatérnek a Földre, de titokban Raj is visszatér, aki most Ward testében lakik. |     |                                                   |                  |                                    |                                         |             |               |
| 55. | 11. | Visszapattan (Bouncing Back)                      | Ron Underwood    | Monica Owusu-Breen                 | 2016. március 3. 2016. szeptember 26.   | 3,52 millió | 311           |
| A S.H.I.E.L.D. ügynökei Bogotába érkeznek, hogy nyomozzanak egy embertelen után, aki fegyvereket lopott a rendőrségtől. A nőt, Elena Rodriguezt szupergyorsasága ellenére (azzal a korlátozással, hogy egy szívdobbanás után visszatér oda, ahonnan elindult) elfogják, és kiderül, hogy azért semmisítette meg a fegyvereket, hogy megakadályozza, hogy korrupt rendőrök visszaéljenek velük. Coulson használja a gépet, amely visszaállította az emlékeit Struckeren - aki vegetatív állapotban van, miután Malick emberei brutálisan bántak vele -, és rájön, hol vette fel a kapcsolatot Malickkal. Coulson az ottani telefon segítségével megtalálja Malick számos létesítményét, amelyeket Malick azonnal bezárat. A rendőrség elrabolja Morse-t és Huntert a saját embertelenükkel, Lucio segítségével, aki a szeme segítségével képes átmenetileg bárkit megbénítani. Rodriguez segít a S.H.I.E.L.D.-nek a páros megmentésében, és bár Lucio a Hydra fogságába kerül, Rodriguez beleegyezik, hogy csatlakozzon a Titkos Harcosokhoz; ő Kolumbiában marad. Ellis tájékoztatja Coulsont, hogy az ATCU új vezetője Glenn Talbot lesz, aki közvetlenül Coulsonnak fog jelenteni.                                            |     |                                                   |                  |                                    |                                         |             |               |
| 56. | 12. | A belső ember (The Inside Man)                    | John Terlesky    | Craig Titley                       | 2016. március 15. 2016. szeptember 26.  | 2,94 millió | 312           |
| Talbot és Coulson több ország küldötteivel találkozik, hogy az embertelenekről tárgyaljanak, Carl Creel kíséretében - egy ember, aki a Hydra kísérleteinek köszönhetően túlélte a terrigenezist, és akinek a vérét Simmons szerint fel lehetne használni a még át nem alakult embertelenek "gyógyítására". Coulson arra gyanakszik, hogy az egyik küldött Malick beépített embere, és elküldi Huntert, Morse-t és Mayt, hogy derítsék ki, ki az. Hunter, aki látja, hogy Creel gyanúsan viselkedik, felfedezi Talbot fiát az ATCU sztázisában. Azt is megtudják, hogy az ausztrál kormány elfogott egy embertelent, Eden Fesi-t, kísérletezés céljából. Talbot Coulson ellen fordul, amikor Malick megérkezik, utóbbi meggyőzi a küldötteket, hogy Coulson a Hydra, és hogy a tervüket - egy embertelen menedékhely építését - Malick helyett nekik kellene megvalósítaniuk. May megmenti Talbot fiát, lehetővé téve számára, hogy Coulsonnal együtt távozzon, anélkül, hogy féltenie kellene a családját. Hunter és Morse követik Malickot Oroszországba, a S.H.I.E.L.D. ügynökei megmentik Fesi-t, Raj pedig több ember feláldozásával visszaállítja Ward holttestének teljes erejét.                                         |     |                                                   |                  |                                    |                                         |             |               |
| 57. | 13. | Az elválasztó lövés (Parting Shot)                | Michael Zinberg  | Paul Zbyszewski                    | 2016. március 22. 2016. október 2.      | 2,88 millió | 313           |
| Hunter és Morse követik Malickot egy szibériai, használaton kívüli létesítménybe, ahol Anton Petrov orosz küldött Dimitrij Olcsenko orosz miniszterelnök akarata ellenére szeretné felépíteni a szentélyt. Olsenko elküldi attaséját, hogy állítsa le az akciót, de őt Androvics tábornok, egy ellenzéki miniszter és embertelen, akinek az árnyéka érző sötéterőből készült, meggyilkolja. Malick azt javasolja, hogy a miniszterelnököt maga hívják meg a létesítménybe, és Androvicsot szabadítsák rá. Hunter megöli Petrovot, hogy megvédje Olsenkót, míg Morse megöli Androvicsot, hogy elpusztítsa az árnyékát. Olsenko, aki nem tud az ellene elkövetett merényletről, letartóztatja őket. Az Interpol kihallgatója megfenyegeti őket, hogy átadja őket az oroszoknak kivégzésre, ha nem erősítik meg, hogy a S.H.I.E.L.D. még mindig létezik, de Morse és Hunter ezt visszautasítja. Ellis közbelép Coulsonnal; megmentik a páros életét azzal a feltétellel, hogy soha többé nem dolgoznak az amerikai kormánynak. Mivel lehetőségük van titokban, a terepen kívül dolgozni, Morse és Hunter inkább úgy döntenek, hogy elhagyják a S.H.I.E.L.D.-t.                                                                     |     |                                                   |                  |                                    |                                         |             |               |
| 58. | 14. | Őrkutyák (Watchdogs)                              | Jesse Bochco     | Drew Z. Greenberg                  | 2016. március 29. 2016. október 2.      | 3,20 millió | 314           |
| Mack, akit megvisel Morse és Hunter távozása, szabadságot vesz ki, hogy a testvérével, Rubennel lehessen. Amikor az Őrkutyák nevű online gyűlöletcsoport Howard Stark által kifejlesztett nitraménbombákkal terrortámadást hajt végre egy ATCU létesítmény ellen, Coulson arra gyanakszik, hogy Felix Blake, a S.H.I.E.L.D. egykori ügynöke - aki elkötelezte magát a nitraméntechnológia fejlesztése mellett, és aki eltűnt, mióta a Deathlok eltörte a hátát - átvette a csoport irányítását. Ruben kiábrándul Mackből, amikor az elmegy egy Őrkutyák bázis után nyomozni, és véletlenül felfedi S.H.I.E.L.D. ügynöki státuszát, de Mack képes javítani a kapcsolatukon, amikor elhárítja a testvéreket megtámadó terroristák egy csoportját. Coulson elviszi Campbellt, hogy átkutassa Blake ismert menedékházait, és az egyikben hologramon keresztül szembesülnek Blake-kel; elárulja, hogy a Hydra támogatja őt és az Őrkutyákat keresztes hadjáratukban, hogy megöljenek minden embertelent, és a S.H.I.E.L.D. rájön, hogy a támadás csak álca volt a Hydra számára, hogy ellopjon valamit az ATCU-tól. |     |                                                   |                  |                                    |                                         |             |               |
| 59. | 15. | Téridő (Spacetime)                                | Kevin Tancharoen | Maurissa Tancharoen és Jed Whedon  | 2016. április 5. 2016. október 9.       | 2,81 millió | 315           |
| A S.H.I.E.L.D. felveszi a Daisyvel kapcsolatos segélyhívást, és még időben megtalálja a hívót, akinek az embertelen Charles Hinton látomást mutatott a haláláról, hogy megtudja Daisy nevét, mielőtt a Hydra meggyilkolja, és elfogja Hintont. Daisynek sikerül először megérintenie Hintont, aki így látomást kap a haláláról. Raj megígéri Malicknak, hogy "igazi hatalommal" jutalmazza meg, amiért Wardot átküldi a portálon; Hintont arra használják fel, hogy egy magáncégtől egy nagy erejű exoskeletonhoz jussanak. A S.H.I.E.L.D. kétségbeesetten igyekszik bebizonyítani, hogy a sors nincs rögzítve, és megpróbálja megakadályozni Daisy látomásának lejátszódását azzal, hogy Mayt küldi Hinton keresésére Daisy helyett, ahogy a látomás mutatta, de az utolsó pillanatban megérkezik Garner, aki kijelenti, hogy el akar búcsúzni Maytől, mielőtt végleg átváltozik Lashsé. Ezt követően Daisy a vállalathoz megy, ahol a S.H.I.E.L.D. lenyomozta a Hydrát és Hintont, és szembesül Malickkal és az exoskeletonjával. Hinton megmenti Daisyt azzal, hogy eltereli Malick figyelmét, és mindkettőjüknek látomást ad - az övé egy S.H.I.E.L.D. ügynök halálát az űrben -, mielőtt maga is meghal.                   |     |                                                   |                  |                                    |                                         |             |               |
| 60. | 16. | Elveszett paradicsom (Paradise Lost)              | Wendey Stanzler  | George Kitson és Sharla Oliver     | 2016. április 12. 2016. október 9.      | 3,01 millió | 316           |
| Malick apja 1970-ben meghalt, így rá és testvérére, Nathanielre maradt a Hydra "vallási" oldalának vezetése, beleértve azt is, hogy rendszeresen egy áldozati "utazót" - akit véletlenszerűen választanak ki a Hydra belső köreiből - küldjenek át a portálon, hogy Raj lakjon benne, amíg vissza nem tér. Megtudva, hogy apjuk egy trükkel elérte, hogy soha ne válasszák ki az utazót, Gideon ugyanezt teszi, és Nathaniel-t választják ki. A jelenben Gideon elmondja a lányának, Stephanie-nak a látomását: úgy véli, látta a saját halálát Raj kezétől. Daisy és Campbell felkutatják J. T. Jamest, egy át nem alakult embertelent, aki ismeri Hivet, és aki átad nekik egy ősi Kree-eszközt. A S.H.I.I.E.L.D. többi tagja elfogja Giyera-t, Gideon jobbkezét, aki most már hűséges Hivehez; a telekinetikus embertelen, Giyera átveszi az irányítást a gépük felett, és a Hydra bázisára irányítja azt. RAJ eljön Malickék házába, és elárulja Gideonnak, hogy nála vannak Nathaniel emlékei. Büntetésül azért, hogy Gideon elárulta Nathanielt, Raj a szeme láttára megöli Stephanie-t. |     |                                                   |                  |                                    |                                         |             |               |
| 61. | 17. | A csapat (The Team)                               | Elodie Keene     | DJ Doyle                           | 2016. április 19. 2016. október 16.     | 2,85 millió | 317           |
| Daisy és Campbell egyesül Gutierrezzel és Rodriguezzel, mint a Titkos Harcosok, és beszivárognak a Hydra bázisára, hogy kiszabadítsák a S.H.I.E.L.D.-t. Gutierrez közben megöli Luciót, míg Campbell elfogja Malickot. A kihallgatás során Malick elmagyarázza Coulsonnak, hogy Raj képes megfertőzni az embertelenek elméjét, és figyelmezteti, hogy ne bízzon a Titkos Harcosok egyikében sem. Simmons a Lucio boncolásából megerősíti, hogy Raj parazitái megfertőzték az agyát, és ugyanez történhetett volna bármelyik Titkos Harcossal. Amikor Malickot holtan találják, az ügynökök karanténba zárják az emberteleneket, és átkutatják a holmijukat. A Kree-eszközre Campbellnél bukkannak rá, nem pedig a vagyonzárkában; Campbell tiltakozik, de a másik hármat szabadon engedik. Aznap este Daisy meglátogatja Campbellt, és felajánlja, hogy kiszabadítja. Campbell visszautasítja, amikor rájön, hogy Raj irányítja Daisyt, és arra használta fel, hogy megölje Malickot és bemártja Campbellt. Daisy egyedül távozik, és földrengést okoz, hogy elpusztítsa a S.H.I.E.L.D. bázisát mindenkivel együtt. |     |                                                   |                  |                                    |                                         |             |               |
| 62. | 18. | A szingularitás (The Singularity)                 | Garry A. Brown   | Lauren LeFranc                     | 2016. április 26. 2016. október 16.     | 3,22 millió | 318           |
| A bázisról többnyire sértetlenül menekülve a S.H.I.E.L.D. tudja, hogy Daisy mindannyiukat megölhette volna, és úgy gondolják, van remény arra, hogy kiszabadítsák Rajtól. Fitz és Simmons felkeresi a transzhumanista Holden Radcliffe-et, aki hisz az emberiség fejlesztésével történő javításában, és akinek a parazitákkal kapcsolatos tanulmányai segíthetnek Raj képességeinek ellensúlyozásában. Raj Alisha Whitley-t (a S.H.I.E.L.D. duplikáló embertelen szövetségesét) és Jamest (miután először terrigen-t adott neki, amely lehetővé teszi, hogy tárgyakat tűzzel itasson át) az ügye mellé állítja, és ezt a fiatal hadsereget viszi magával, hogy megzavarja Fitzet és Simmonst: Daisy figyelmezteti Fitzet a látomásáról; Raj emlékei Danielsről arra kérik Simmons-t, hogy folytassa a romantikus életét; a többiek pedig elrabolják Radcliffe-et, és egy olyan városba viszik, amelyet Raj Malick megmaradt vagyonából vásárolt, ahol újra akarja teremteni az eredeti Kree-kísérleteket, amelyekből az első embertelenek létrejöttek. Talbot és az ATCU Malick utolsó információit felhasználva teljesen felszámolja a Hydra megmaradt infrastruktúráját, Fitz és Simmons pedig végre kiteljesíti kapcsolatát. |     |                                                   |                  |                                    |                                         |             |               |
| 63. | 19. | Sikertelen kísérlet (Failed Experiments)          | Wendey Stanzler  | Brent Fletcher                     | 2016. május 3. 2016. október 23.        | 2,92 millió | 319           |
| Radcliffe első kísérlete, hogy embereket változtasson emberteleneké, kudarcba fullad, mivel Kree vérre van szüksége. Fitz és Simmons megpróbálja kombinálni a lehetséges embertelen gyógymódot azzal, amit Radcliffe kutatásairól tudnak, de szükségük van egy embertelen kísérleti alanyra; Campbell önként jelentkezik, ami súlyosan veszélyezteti az immunrendszerét, és látszólag bebizonyítja, hogy a gyógymód nem tudja megszabadítani az emberteleneket Raj kapcsolatától. A S.H.I.E.L.D. megtalálja Raj városát, Mack és May pedig egy csapattal remélhetőleg kiszabadítja a többieket, egyszerűen megölve Rajt. Utóbbi aktiválja a Kree ereklyét, egy jelzőfényt, amely két Kree kaszást hív a városba. Ők azonnal megölik Whitley-t. Daisy és Raj szembeszállnak egy-egy kaszással, és Daisynek sikerül elkezdenie begyűjteni az övéinek vérét, amíg Mack szabotálja a folyamatot. Raj, aki ezt nem veszi észre, elpusztítja a másik kaszást. Daisy megtámadja Macket, majdnem megöli, de May megzavarja, aki segít Macknek visszavonulni a csapat többi tagjával együtt. Daisy ezután felajánlja a saját vérét, mint alternatívát Radcliffe kísérletéhez, mivel nemrég Kree vérrel oltották be.                      |     |                                                   |                  |                                    |                                         |             |               |
| 64. | 20. | Emancipáció (Emancipation)                        | Vincent Misiano  | Craig Titley                       | 2016. május 10. 2016. október 23.       | 2,93 millió | 320           |
| A Szokovíai Egyezmény aláírását követően Talbot és Coulson megbeszélik az embertelen ügynökök regisztrációját, Coulson pedig elviszi Talbotot a S.H.I.E.L.D. bázisára, hogy bemutassa őt Rodrigueznek és Lashnek, elmagyarázza neki a Raj helyzetét, és megmutatja neki, hogy a Titkos Harcosok névtelenségét meg kell őrizni. Raj elfog néhány Őrkutyát Radcliffe következő kísérletéhez; ők szörnyű módon primitív emberteleneké mutálódnak, de Raj hatalmába kerülnek, ami arra készteti, hogy folytassa végső tervét - egy robbanófej segítségével (amelyet az ATCU-tól loptak el) Radcliffe új kórokozóját az egész világon elterjeszti, és minden embert ilyen primitívvé változtat. Campbell kapcsolatba lép Daisyvel, és meggyőzi őt arról, hogy vele akar lenni. Daisy segít neki megszökni a S.H.I.E.L.D. bázisáról egy quinjetben. Ez azonban csak egy csel volt a S.H.I.E.L.D. részéről, Campbell helyett Lash érkezik. Lash a képességeit használja, hogy kiszabadítsa Daisyt a Raj hatalmából, de James megöli. Daisy visszaszökik a S.H.I.E.L.D.-be. |     |                                                   |                  |                                    |                                         |             |               |
| 65. | 21. | Kegyelem 1. rész (Absolution)                     | Billy Gierhart   | Chris Dingess és Drew Z. Greenberg | 2016. május 17. 2016. november 1.       | 3,03 millió | 321           |
| A S.H.I.E.L.D. elzárva tartja Daisyt, miközben elvonási tüneteket mutat, miután elvesztette a kapcsolatot Rajjal, de az információi lehetővé teszik számukra, hogy megtalálják a bázist, ahonnan Raj megpróbálja kilőni a robbanófejet. Talbot katonai kapcsolatai segítségével a S.H.I.E.L.D. képes hatástalanítani a rakétát, miközben egy ügynökcsapat beszivárog a bázisra, elfogja Rajt és kiszabadítja Radcliffe-et, aki beleegyezik, hogy együttműködik a S.H.I.E.L.D.-vel, és elárulja, hogy az primitív folyamat visszafordíthatatlan. Giyera és James ellopják a robbanófejet, és miközben a S.H.I.E.L.D. a megtalálásával foglalkozik, felrobbantanak egy bombát, amelyet a S.H.I.E.L.D. hangárjába csempésztek, és ezzel Radcliffe kórokozójának egy részét felszabadítják. Több S.H.I.I.E.L.D.-ügynök Primitívekké alakul át, kiszabadítva Rajt a fogságából, és ő folytatja, hogy ellopja a Zephyr Egyet, a S.H.I.I.E.L.D. légi mozgó parancsnokságát, amely elég magasra tudja vinni a robbanófejet ahhoz, hogy a kórokozó az emberiség nagy részét átalakítsa. Daisy megszökik, és szembeszáll Rajjal, könyörögve neki, hogy újra kapcsolatba léphessen vele.                                                   |     |                                                   |                  |                                    |                                         |             |               |
| 66. | 22. | Mennybe menetel 2. rész (Absolution)              | Kevin Tancharoen | Jed Whedon                         | 2016. május 17. 2016. november 1.       | 3,03 millió | 322           |
| Raj rájön, hogy Lash áthatolhatatlanná tette Daisyt a befolyása alól, ezért inkább leigázza és elrabolja. Giyera és James elhozzák neki a robbanófejet, miközben sokan a Primitívek közül maradnak, hogy megöljék a S.H.I.E.L.D. többi tagját. May és Fitz beszivárognak a Zephyr Egybe, és kiszabadítják Daisyt. Fitz megöli Giyera-t, míg Coulson és a többiek elkerülik a Primitíveket, és egy quinjetben elmenekülnek a bázisról, felszállva a Zephyr Egyre. Coulson azt tervezi, hogy a quinjetben az űrbe küldi a robbanófejet, hogy biztonságosan felrobbanjon, és Daisy úgy véli, hogy vele kell mennie, hogy vezekeljen a Raj uralma alatt elkövetett tetteiért, és beteljesítse az elképzelését. Beszáll a quinjetbe, ahol szembekerül Rajjal, de Campbell kidobja őt, és megsüti a gép kézi vezérlését, felemelkedik az űrbe, ahol a robbanófej felrobban, és megöli őt és Rajt is, így teljesül Daisy víziója. Hat hónappal később Daisy elhagyta a S.H.I.E.L.D.-t, és önbíráskodóként tevékenykedik, elkerülve Coulsont, aki már nem a S.H.I.E.L.D. igazgatója, Radcliffe pedig feltölti mesterséges intelligenciáját, az AIDA-t egy életmodell-csalira.                                                           |     |                                                   |                  |                                    |                                         |             |               |

### Negyedik évad (2016–2017)
| Sor. | Év. | Cím                                                         | Rendező            | Író                               | Premier                               | Nézettség   | Gyártási szám |
| ---- | --- | ----------------------------------------------------------- | ------------------ | --------------------------------- | ------------------------------------- | ----------- | ------------- |
| 67.  | 1.  | A Szellem (The Ghost)                                       | Billy Gierhart     | Jed Whedon és Maurissa Tancharoen | 2016. szeptember 20. 2022. június 14. | 3,44 millió | 401           |
| 68.  | 2.  | Meet the New Boss                                           | Vincent Misiano    | Drew Z. Greenberg                 | 2016. szeptember 27. 2022. június 14. | 2,95 millió | 402           |
| 69.  | 3.  | Uprising                                                    | Magnus Martens     | Craig Titley                      | 2016. október 11. 2022. június 14.    | 2,68 millió | 403           |
| 70.  | 4.  | Hadd melegedjek a tüzednél (Let Me Stand Next to Your Fire) | Brad Turner        | Matt Owens                        | 2016. október 18. 2022. június 14.    | 2,34 millió | 404           |
| 71.  | 5.  | Lockup                                                      | Kate Woods         | Nora Zuckerman és Lilla Zuckerman | 2016. október 25. 2022. június 14.    | 2,30 millió | 405           |
| 72.  | 6.  | A jó szamaritánus (The Good Samaritan)                      | Billy Gierhart     | Jeffrey Bell                      | 2016. november 1. 2022. június 14.    | 2,43 millió | 406           |
| 73.  | 7.  | Alku az ördöggel (Deals with Our Devils)                    | Jesse Bochco       | DJ Doyle                          | 2016. november 29. 2022. június 14.   | 2,41 millió | 407           |
| 74.  | 8.  | A pokoli dinamika törvényei (The Laws of Inferno Dynamics)  | Kevin Tancharoen   | Paul Zbyszewski                   | 2016. december 6. 2022. június 14.    | 2,37 millió | 408           |
| 75.  | 9.  | Megszegett ígéretek (Broken Promises)                       | Garry A. Brown     | Brent Fletcher                    | 2017. január 10. 2022. június 14.     | 2,72 millió | 409           |
| 76.  | 10. | A hazafi (The Patriot)                                      | Kevin Tancharoen   | James C. Oliver és Sharla Oliver  | 2017. január 17. 2022. június 14.     | 2,03 millió | 410           |
| 77.  | 11. | Ébredés (Wake Up)                                           | Jesse Bochco       | Drew Z. Greenberg                 | 2017. január 24. 2022. június 14.     | 2,00 millió | 411           |
| 78.  | 12. | Hot Potato Soup                                             | Nina Lopez-Corrado | Craig Titley                      | 2017. január 31. 2022. június 14.     | 2,15 millió | 412           |
| 79.  | 13. | BUMM (BOOM)                                                 | Billy Gierhart     | Nora Zuckerman és Lilla Zuckerman | 2017. február 7. 2022. június 14.     | 2,08 millió | 413           |
| 80.  | 14. | Az ember a pajzs mögött (The Man Behind the Shield)         | Wendey Stanzler    | Matt Owens                        | 2017. február 14. 2022. június 14.    | 2,13 millió | 414           |
| 81.  | 15. | Önkontroll (Self Control)                                   | Jed Whedon         | Jed Whedon                        | 2017. február 21. 2022. június 14.    | 2,01 millió | 415           |
| 82.  | 16. | Mi lenne, ha... (What If...)                                | Oz Scott           | DJ Doyle                          | 2017. április 4. 2022. június 14.     | 2,15 millió | 416           |
| 83.  | 17. | Identitás és változás (Identity and Change)                 | Garry A. Brown     | George Kitson                     | 2017. április 11. 2022. június 14.    | 2,32 millió | 417           |
| 84.  | 18. | Megbánás nélkül (No Regrets)                                | Eric Laneuville    | Paul Zbyszewski                   | 2017. április 18. 2022. június 14.    | 2,43 millió | 418           |
| 85.  | 19. | A madám összes embere (All the Madame's Men)                | Billy Gierhart     | James C. Oliver és Sharla Oliver  | 2017. április 25. 2022. június 14.    | 2,15 millió | 419           |
| 86.  | 20. | Viszlát, kegyetlen világ! (Farewell, Cruel World!)          | Vincent Misiano    | Brent Fletcher                    | 2017. május 2. 2022. június 14.       | 2,15 millió | 420           |
| 87.  | 21. | A visszatérés (The Return)                                  | Kevin Tancharoen   | Maurissa Tancharoen és Jed Whedon | 2017. május 9. 2022. június 14.       | 2,14 millió | 421           |
| 88.  | 22. | Világvége (World's End)                                     | Billy Gierhart     | Jeffrey Bell                      | 2017. május 16. 2022. június 14.      | 2,08 millió | 422           |

### Ötödik évad (2017–2018)
| Sor. | Év. | Cím                                              | Rendező                       | Író                                             | Premier                             | Nézettség   | Gyártási szám |
| ---- | --- | ------------------------------------------------ | ----------------------------- | ----------------------------------------------- | ----------------------------------- | ----------- | ------------- |
| 89.  | 1.  | Eligazítás (Orientation)                         | Jesse Bochco és David Solomon | Jed Whedon, Maurissa Tancharoen és DJ Doyle     | 2017. december 1. 2022. június 14.  | 2,54 millió | 501           |
| 90.  | 2.  | Eligazítás (Orientation)                         | Jesse Bochco és David Solomon | Jed Whedon, Maurissa Tancharoen és DJ Doyle     | 2017. december 1. 2022. június 14.  | 2,54 millió | 502           |
| 91.  | 3.  | Egy elveszett élet (A Life Spent)                | Kevin Hooks                   | Nora Zuckerman és Lilla Zuckerman               | 2017. december 8. 2022. június 14.  | 1,93 millió | 503           |
| 92.  | 4.  | Egy megtalált élet (A Life Earned)               | Stan Brooks                   | Drew Z. Greenberg                               | 2017. december 15. 2022. június 14. | 1,84 millió | 504           |
| 93.  | 5.  | Visszajátszás (Rewind)                           | Jesse Bochco                  | Craig Titley                                    | 2017. december 22. 2022. június 14. | 2,40 millió | 505           |
| 94.  | 6.  | Fun & Games                                      | Clark Gregg                   | Brent Fletcher                                  | 2018. január 5. 2022. június 14.    | 2,49 millió | 506           |
| 95.  | 7.  | Together or Not at All                           | Brad Turner                   | Matt Owens                                      | 2018. január 12. 2022. június 14.   | 2,31 millió | 507           |
| 96.  | 8.  | Az utolsó nap (The Last Day)                     | Nina Lopez-Corrado            | James C. Oliver és Sharla Oliver                | 2018. január 19. 2022. június 14.   | 2,41 millió | 508           |
| 97.  | 9.  | Ember tervez (Best Laid Plans)                   | Garry A. Brown                | George Kitson                                   | 2018. január 26. 2022. június 14.   | 2,27 millió | 509           |
| 98.  | 10. | Előző élet (Past Life)                           | Eric Laneuville               | DJ Doyle                                        | 2018. február 2. 2022. június 14.   | 2,22 millió | 510           |
| 99.  | 11. | Az otthon kényelmében (All the Comforts of Home) | Kate Woods                    | Drew Z. Greenberg                               | 2018. március 2. 2022. június 14.   | 1,90 millió | 511           |
| 100. | 12. | Az igazság (The Real Deal)                       | Kevin Tancharoen              | Jed Whedon, Maurissa Tancharoen és Jeffrey Bell | 2018. március 9. 2022. június 14.   | 2,04 millió | 512           |
| 101. | 13. | Alapelvek (Principia)                            | Brad Turner                   | Craig Titley                                    | 2018. március 16. 2022. június 14.  | 2,07 millió | 513           |
| 102. | 14. | Ördögkomplexus (The Devil Complex)               | Nina Lopez-Corrado            | Matt Owens                                      | 2018. március 23. 2022. június 14.  | 2,07 millió | 514           |
| 103. | 15. | Ébresztő (Rise and Shine)                        | Jesse Bochco                  | Iden Baghdadchi                                 | 2018. március 30. 2022. június 14.  | 1,88 millió | 515           |
| 104. | 16. | Belső hangok (Inside Voices)                     | Salli Richardson-Whitfield    | Mark Leitner                                    | 2018. április 6. 2022. június 14.   | 2,08 millió | 516           |
| 105. | 17. | A nászút (The Honeymoon)                         | Garry A. Brown                | James C. Oliver és Sharla Oliver                | 2018. április 13. 2022. június 14.  | 1,82 millió | 517           |
| 106. | 18. | Minden út ide vezet... (All Roads Lead...)       | Jennifer Lynch                | George Kitson                                   | 2018. április 20. 2022. június 14.  | 1,67 millió | 518           |
| 107. | 19. | A második lehetőség (Option Two)                 | Kevin Tancharoen              | Nora Zuckerman és Lila Zuckerman                | 2018. április 27. 2022. június 14.  | 1,68 millió | 519           |
| 108. | 20. | A megmentő (The One Who Will Save Us All)        | Cherie Gierhart               | Brent Fletcher                                  | 2018. május 4. 2022. június 14.     | 1,65 millió | 520           |
| 109. | 21. | Gravitációs erő (The Force of Gravity)           | Kevin Tancharoen              | Drew Z. Greenberg és Craig Titley               | 2018. május 11. 2022. június 14.    | 1,94 millió | 521           |
| 110. | 22. | A vég (The End)                                  | Jed Whedon                    | Jed Whedon és Maurissa Tancharoen               | 2018. május 18. 2022. június 14.    | 1,88 millió | 522           |

### Hatodik évad (2019)
| Sor. | Év. | Cím                                                                               | Rendező              | Író                               | Premier                             | Nézettség   | Gyártási szám |
| ---- | --- | --------------------------------------------------------------------------------- | -------------------- | --------------------------------- | ----------------------------------- | ----------- | ------------- |
| 111. | 1.  | Hiányzó darabok (Missing Pieces)                                                  | Clark Gregg          | Jed Whedon és Maurissa Tancharoen | 2019. május 10. 2022. június 14.    | 2,31 millió | 601           |
| 112. | 2.  | Egy apró lehetőség (Window of Oppurtunity)                                        | Kevin Tancharoen     | James C. Oliver és Sharla Oliver  | 2019. május 17. 2022. június 14.    | 2,18 millió | 602           |
| 113. | 3.  | Félelem és reszketés a Kitson bolygón (Fear and Loathing on the Planet of Kitson) | Jesse Bochco         | Brent Fletcher és Craig Titley    | 2019. május 24. 2022. június 14.    | 2,26 millió | 603           |
| 114. | 4.  | Vészhelyzet (Code Yellow)                                                         | Mark Kolpack         | Nora Zuckerman és Lilla Zuckerman | 2019. május 31. 2022. június 14.    | 2,35 millió | 604           |
| 115. | 5.  | Carla új élete (The Other Thing)                                                  | Lou Diamond Phillips | George Kitson                     | 2019. június 14. 2022. június 14.   | 2,18 millió | 605           |
| 116. | 6.  | Menthetetlen (Inescapable)                                                        | Jesse Bochco         | DJ Doyle                          | 2019. június 21. 2022. június 14.   | 2,12 millió | 606           |
| 117. | 7.  | Toldja (Toldja)                                                                   | Keith Potter         | Mark Leitner                      | 2019. június 28. 2022. június 14.   | 2,17 millió | 607           |
| 118. | 8.  | Kamikaze (1. rész) (Collision Course (Part I))                                    | Kristin Windell      | Jeffrey Bell és Craig Titley      | 2019. július 5. 2022. június 14.    | 1,79 millió | 608           |
| 119. | 9.  | Kamikaze (2. rész) (Collision Course (Part II))                                   | Sarah Boyd           | Iden Baghdadchi                   | 2019. július 12. 2022. június 14.   | 2,30 millió | 609           |
| 120. | 10. | Balerina (Leap)                                                                   | Garry A. Brown       | Drew Z. Greenberg                 | 2019. július 19. 2022. június 14.   | 2,38 millió | 610           |
| 121. | 11. | A hamvakból (From the Ashes)                                                      | Jennifer Phang       | James C. Oliver és Sharla Oliver  | 2019. július 26. 2022. június 14.   | 2,14 millió | 611           |
| 122. | 12. | A jel (The Sign)                                                                  | Nina Lopez-Corrado   | Nora Zuckerman és Lilla Zuckerman | 2019. augusztus 2. 2022. június 14. | 1,88 millió | 612           |
| 123. | 13. | Új élet (New Life)                                                                | Kevin Tancharoen     | Brent Fletcher és Jed Whedon      | 2019. augusztus 2. 2022. június 14. | 1,88 millió | 613           |

### Hetedik évad (2020)
| Sor. | Év. | Cím                                                                                           | Rendező              | Író                                                                   | Premier                              | Nézettség   | Gyártási szám |
| ---- | --- | --------------------------------------------------------------------------------------------- | -------------------- | --------------------------------------------------------------------- | ------------------------------------ | ----------- | ------------- |
| 124. | 1.  | Az új megegyezés (The New Deal)                                                               | Kevin Tancharoen     | George Kitson                                                         | 2020. május 27. 2022. június 14.     | 1,82 millió | 701           |
| 125. | 2.  | Tudom, merről fúj a szél (Know Your Onions)                                                   | Eric Laneuville      | Craig Titley                                                          | 2020. június 3. 2022. június 14.     | 1,50 millió | 702           |
| 126. | 3.  | Földönkívüli komcsik a jövőből (Alien Commies from the Future!)                               | Nina Lopez-Corrado   | Nora Zuckerman & Lilla Zuckerman                                      | 2020. június 10. 2022. június 14.    | 1,57 millió | 703           |
| 127. | 4.  | A múltból (Out of the Past)                                                                   | Garry A. Brown       | Mark Leitner                                                          | 2020. június 17. 2022. június 14.    | 1,40 millió | 704           |
| 128. | 5.  | Hal a tejben (A Trout in the Milk)                                                            | Stan Brooks          | Iden Baghdadchi                                                       | 2020. június 24. 2022. június 14.    | 1,37 millió | 705           |
| 129. | 6.  | Alkalmazkodj, vagy meghalsz (Adapt or Die)                                                    | Aprill Winney        | DJ Doyle                                                              | 2020. július 1. 2022. június 14.     | 1,32 millió | 706           |
| 130. | 7.  | Mack és a D teljesen kiemelkedő kalandja (The Totally Excellent Adventures of Mack and The D) | Jesse Bochco         | Brent Fletcher                                                        | 2020. július 8. 2022. június 14.     | 1,39 millió | 707           |
| 131. | 8.  | Utána, előtte (After, Before)                                                                 | Eli Gonda            | James C. Oliver & Sharla Oliver                                       | 2020. július 15. 2022. június 14.    | 1,38 millió | 708           |
| 132. | 9.  | Mindig is ilyen voltam (As I Have Always Been)                                                | Elizabeth Henstridge | Drew Z. Greenberg                                                     | 2020. július 22. 2022. június 14.    | 1,28 millió | 709           |
| 133. | 10. | Elárulva (Stolen)                                                                             | Garry A. Brown       | Történet: Mark Linehan Bruner Tévéjáték: George Kitson & Mark Leitner | 2020. július 29. 2022. június 14.    | 1,30 millió | 710           |
| 134. | 11. | Vadonatúj nap (Brand New Day)                                                                 | Keith Potter         | Christopher Freyer                                                    | 2020. augusztus 5. 2022. június 14.  | 1,25 millió | 711           |
| 135. | 12. | Közel a vég (The End is at Hand)                                                              | Chris Cheramie       | Jeffrey Bell                                                          | 2020. augusztus 12. 2022. június 14. | 1,64 millió | 712           |
| 136. | 13. | Amiért harcolunk (What We're Fighting For)                                                    | Kevin Tancharoen     | Jed Whedon                                                            | 2020. augusztus 12. 2022. június 14. | 1,35 millió | 713           |